# Castellar del Vallès
Castellar del Vallès és una vila de Catalunya de 24.933 habitants situada al nord de la comarca del Vallès Occidental. La superfície del municipi és de 44,9 quilòmetres quadrats i el nucli és a 331 metres sobre el nivell del mar. Pertany al partit judicial de Sabadell, a l'àmbit funcional metropolità de Barcelona i la parròquia pertany al Bisbat de Terrassa i a l'arxiprestat de Sabadell Centre. Des de 2024, l'alcaldessa és Yolanda Rivera Dueñas, representant de l'agrupació Som de Castellar, pròxima al Partit dels Socialistes de Catalunya.
Castellar és al bell mig de la fossa tectònica del Vallès-Penedès, que travessa la ciutat d'est a oest, mentre que el riu Ripoll el travessa de nord a sud. El clima de la ciutat és propi dels països mediterranis, amb influència marítima de muntanya baixa i mitjana, temperatures suaus i absència d'un hivern climàtic.
Històricament, el desenvolupament econòmic i industrial de Castellar del Vallès ha estat molt relacionat amb el sector del tèxtil, i en especial a empreses de la família Tolrà, que han deixat gran patrimoni al poble. En l'actualitat, però, la principal activitat econòmica prové del sector serveis, el comerç i de la funció pública.

El patró de la ciutat és Sant Esteve, tot i que Sant Josep hi té una presència força important: anualment se celebra una fira en el seu honor durant la diada de Sant Josep.

## Toponímia
Anomenat durant l'edat mitjana Castrum Kastellare, la ciutat posteriorment rep el nom de Sant Esteve aprofitant l'advocació d'una parròquia del terme municipal en l'actual Castellar Vell. Malgrat tot, a l'altra banda del riu Ripoll –on hi ha el poble– sorgeix un nucli de cases que es denomina la Sagrera de les Fàbregues, Sagrera possiblement per estar ubicat a prop de l'antiga església parroquial de Sant Iscle i Santa Victòria i Fàbregues per la presència a partir de l'edat mitjana de petites indústries en el terme. Durant el segle xviii apareix com a topònim del poble Tolosa, Toloseta o Tolosa de les Fàbregues. A partir del trasllat de la parròquia de Sant Esteve l'any 1773 a l'emplaçament actual, la ciutat passa a dir-se Sant Esteve de Castellar, que es fa servir indistintament al de Castellar. El 1933, per acord municipal, passa a anomenar-se oficialment Castellar del Vallès; el canvi fou aprovat pel Govern Civil el 1954.

## Geografia
- Llista de topònims de Castellar del Vallès (Orografia: muntanyes, serres, collades, indrets..; hidrografia: rius, fonts...; edificis: cases, masies, esglésies, etc).

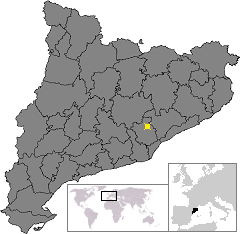
Localització de Castellar del Vallès, a la comarca del Vallès Occidental

Castellar del Vallès és un municipi de la comarca del Vallès Occidental. Està situat a 7 km de Sabadell i a 11 km de Terrassa, les dues capitals comarcals. Limita amb els municipis de Sant Llorenç Savall, Matadepera, Terrassa, Sabadell i Sentmenat. El seu codi postal és el 08211.
El terme de Castellar del Vallès té una extensió de 44,9 km². L'àrea forestal i agrícola ocupa un 83% del total de la superfície municipal, mentre que el 30% de l'extensió del municipi forma part del Parc Natural de Sant Llorenç del Munt i l'Obac. El riu Ripoll travessa el terme de nord a sud. La ubicació originària del nucli urbà és al peu de la muntanya del Puig de la Creu, i s'ha anat estenent sobre la plana agrícola del Pla de la Bruguera. Tot i que l'alçada oficial és de 331 metres sobre el nivell del mar, el nucli se situa entre els 300 i els 372 metres.
|            | Sant Llorenç Savall |           |
| Matadepera |                     | Sentmenat |
| Terrassa   | Sabadell            |           |

Castellar del Vallès té una població de 25.122 (2024) habitants distribuïts en diversos nuclis, amb una densitat de població 559,4 hab/km². El principal d'aquests nuclis concentra un 80% de la població, mentre que la resta es distribueixen entre el nucli agregat de Sant Feliu del Racó, diverses urbanitzacions i masos disseminats.

### Orografia
Amb una altitud mitjana de 331 metres sobre el nivell del mar i un total de 44,91 km² de superfície, Castellar del Vallès presenta diferents accidents orogràfics.
| Accident orogràfic     | Altitud màxima | Coordenades                                              |
| ---------------------- | -------------- | -------------------------------------------------------- |
| Turó de Can Canyameres | 320,8 m        | 41° 35′ 46.6″ N, 2° 06′ 44.1″ E / 41.596278°N,2.112250°E |
| Puig Capçut            | 552 m          | 41° 37′ 53.9″ N, 2° 04′ 46.0″ E / 41.631639°N,2.079444°E |
| El Castelló            | 579 m          | 41° 39′ 27.9″ N, 2° 04′ 01.3″ E / 41.657750°N,2.067028°E |
| Puig de la Creu        | 668 m          | 41° 37′ 46.1″ N, 2° 06′ 04.3″ E / 41.629472°N,2.101194°E |
| Turó Gentil            | 608 m          | 41° 39′ 33.2″ N, 2° 05′ 19.9″ E / 41.659222°N,2.088861°E |
| Serrat de Guardiola    | 645,1 m        | 41° 39′ 01.6″ N, 2° 05′ 31.8″ E / 41.650444°N,2.092167°E |
| Turó del Llop          | 468,1 m        | 41° 36′ 13.8″ N, 2° 03′ 11.5″ E / 41.603833°N,2.053194°E |
| Mont-rodon             | 618,4 m        | 41° 36′ 42.5″ N, 2° 2′ 34.1″ E / 41.611806°N,2.042806°E  |
| El Muronell            | 619,9 m        | 41° 38′ 00.9″ N, 2° 02′ 25.3″ E / 41.633583°N,2.040361°E |
| Turó del Pi Gros       | 330,5 m        | 41° 36′ 56.1″ N, 2° 06′ 39.3″ E / 41.615583°N,2.110917°E |
| El Pujol               | 560 m          | 41° 37′ 59.6″ N, 2° 02′ 57.9″ E / 41.633222°N,2.049417°E |
| El Pujolet             | 576,8 m        | 41° 37′ 46.3″ N, 2° 02′ 47.8″ E / 41.629528°N,2.046611°E |

### Clima
El clima de Castellar del Vallès i de la comarca del Vallès Occidental és suau, propi dels països mediterranis amb influència marítima de muntanya baixa i mitjana, amb temperatures suaus i absència d'un hivern climàtic. El volum de precipitacions pot variar molt d'un any a l'altre i són característiques les sequeres estiuenques, tot i que l'elevació del territori provocada pel massís de Sant Llorenç del Munt fa que el volum de pluges sigui superior al d'altres zones similars.

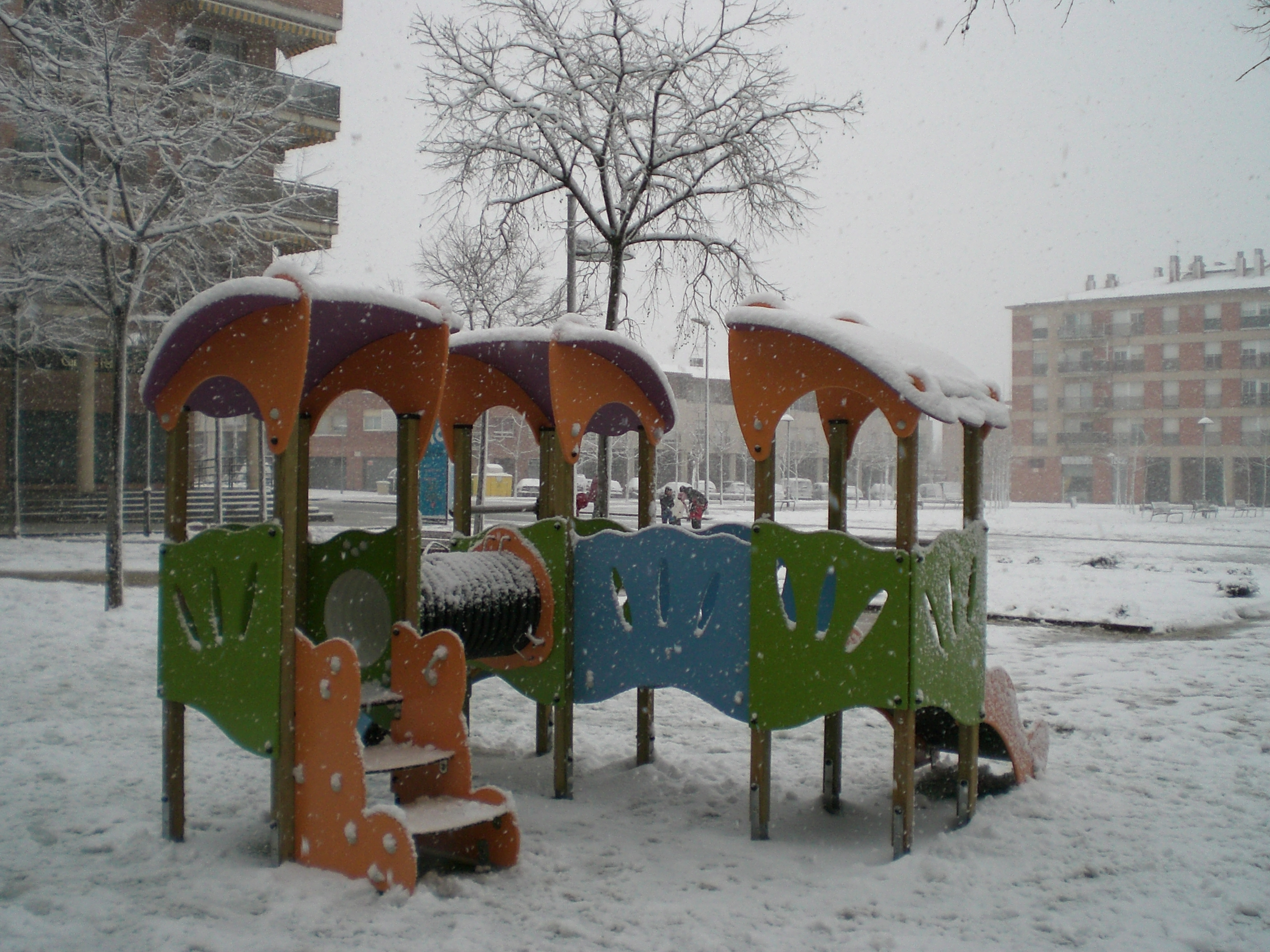
La plaça Europa de Castellar del Vallès durant la nevada del 8 de març del 2010

Respecte a les catàstrofes naturals, segons els registres disponibles, al llarg del període 1968-2006 es produïren 181 incendis forestals o conats d'incendi que van afectar el terme, la qual cosa suposa una mitjana de 4,64 incendis anuals. La superfície cremada en aquest període fou de 470,8 ha, és a dir, una mitjana anual de 2,6 ha cremades per incendis. L'incendi més gran que ha afectat Castellar es va produir el juliol de 1983: va cremar 75 hectàrees al sector del Sabater Vell. La mitjana d'incendis és de 2,3 incendis anuals i la de superfície cremada en total de 5,7 ha. En tan sols dues ocasions la superfície ha sigut superior a una hectàrea, només enterbolida per la proximitat al gran incendi forestal de Sant Llorenç de Savall, ocorregut durant el mes d'agost de 2003, en el qual es cremaren 2.953,85 ha.
Les nevades més recordades són les ocorregudes el 1962, quan algunes carreteres i vials van quedar no transitables durant dies a causa de l'acumulació de neu, la de 2001 i, especialment, la del 8 de març de 2010, en la qual s'acumularen importants gruixos de neu, amb vehicles entravessats a les carreteres principals del municipi.
Pel que fa a les inundacions cal destacar la històrica riuada de setembre de 1962, que va causar víctimes mortals i greus desperfectes a l'antiga fàbrica Tolrà situada a Can Barba, a infraestructures –al pont del Brunet i al pont vell– i a diverses zones de conreu situades en terrasses del riu Ripoll i afluents.
Un altre esdeveniment meteorològic important fou el temporal de vent que va afectar la vila el 9 de desembre de 2014. Al llarg del matí d'aquell dia, els vents colpegen la vila amb ràfegues de fins a 125 km/h, provocant greus destrosses al mobiliari urbà, importants danys materials i provocant la caiguda de 150.000 arbres. A diferència de la veïna vila de Terrassa, però, Castellar no va haver de lamentar la mort de cap ciutadà.

### Flora i fauna
La vegetació és típicament mediterrània. Predomina l'alzinar amb marfull i les comunitats de ribera (omeda amb mill gruà, i la gatelleda) i, amb menys abundància, el roure i diversos tipus de pins. També s'hi poden trobar la savina, el ginebrer i el boix.
La fauna és rica i representativa del mediterrani. Pel que fa a mamífers, s'hi poden trobar porcs senglars, conills, esquirols, guillots i mosteles; d'altra banda, entre les aus destaquen les rapaces diürnes i les nocturnes, com els falciots i els ratpenats; finalment, també conviuen espècies d'amfibis i rèptils, com la granoteta de Sant Antoni i algunes serps.

## Història

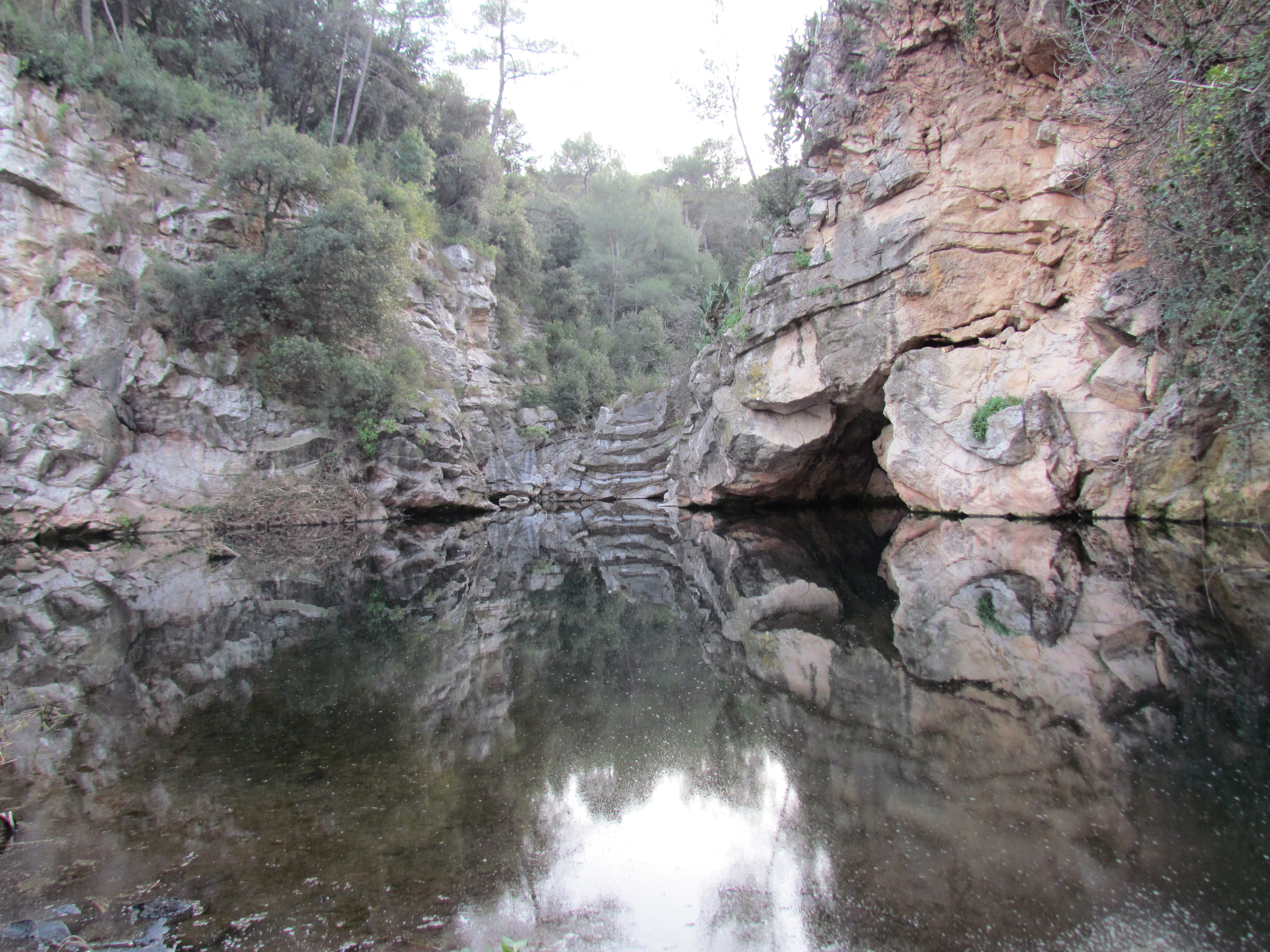
El Gorg d'en Fitó, al turó de la Malesa

### Etapa prehistòrica
La història de Castellar està molt lligada al curs del riu Ripoll. Els primers indicis de presència humana daten del 7000 aC. Tanmateix existeix evidència d'activitat agrícola al Neolític, al voltant del 5000 aC. La presència humana al terme municipal es confirma per una petita necròpolis de l'edat del ferro, formada per una vintena d'urnes funeràries datades del segle vii aC que es localitzaren al Pla de la Bruguera.

### Etapa ibèrica
Tot i que no hi ha proves concloents que demostrin l'existència de poblats ibers o romans a Castellar del Vallès, l'any 2005, quan es feia la remodelació de la plaça Major de la vila, sorgeixen troballes arqueològiques que confirmen la presència d'una ciutat d'època romana tardana, amb restes funeràries i altres objectes de valor arqueològic relacionats amb l'activitat agrícola datats dels segles iv i v, i que posteriorment foren substituïts per un assentament visigòtic en els segles VI al VIII.
En aquest sentit, també destaca la Malesa, un jaciment arqueològic al turó del mateix nom, que se situa en una talaia de pedra sobre el riu Ripoll, allà on aquest descriu una sobtada corba vers el nord, davant de l'indret de Fontsacalents i el Gorg d'en Fitó. El descobriment del jaciment es remunta als anys 70, quan en uns treballs de remoció de terres, amb la finalitat d'obrir unes rases de conreu, es trobaren diferents restes de ceràmiques ibèriques (àmfora ibèrica, Càlat bicònic de pasta grisa, dolium i àmfora Mañá C-2) i d'importació itàlica (àmfora dressel 1A). Als anys 90, una altra prospecció aportà alguns fragments de ceràmica feta a mà que es definiren de l'edat del Bronze en una petita balma situada al nord del turó.

### Etapa visigòtica i alta edat mitjana
Durant l'etapa visigòtica es funden dues comunitats de cristians al voltant de les dues parròquies. Per un cantó, la parròquia de Sant Esteve de Castellar i, per l'altre, la de Sant Feliu del Racó. La primera d'elles està en el que avui es coneix com a Castellar Vell, al marge dret del riu Ripoll, i que té el seu origen en un temple preromànic. Aquesta església, consagrada l'any 1014 en plena època feudal, va pertànyer al comte Ramon Berenguer I tutelat per la seva àvia Ermessenda de Carcassona. A aquesta època també correspon la Làpida d'Ermomir, la peça arqueològica més important de Castellar, descoberta a l'antiga parròquia de Sant Esteve (actualment Castellar Vell) datada de l'any 966 i dipositada actualment a l'arxiu d'història de la ciutat.
Durant els segles x i xi la vila està formada per masos disseminats. Les terres que integren aquest conjunt són objecte de compra i venda dels poders feudals de l'època; la més important d'elles és la dels Clasquerí, els quals esdevenen senyors tant territorialment com jurisdiccionalment des de principis del segle xv i fins a la desaparició del poder feudal. És per això que durant aquesta època aquest cognom domina el terme i en l'actualitat encara s'erigeix el Castell de Clasquerí dins el terme de la vila.
Paral·lelament es consagren els primers edificis de les dues parròquies que formen part del terme: la de Sant Esteve de Castellar i la de Sant Feliu del Racó (coneguda antigament com la de Valrà). Justament a partir de la consagració de la de Castellar (1052) el terme es denomina com la parròquia. Malgrat que la població viu majoritàriament en masos, al voltant de les dues parròquies i en altres esglésies del terme es formen els primers nuclis agrupats: el de Sant Esteve de Castellar Vell (segles IX-XI) i les Fàbregues o Sagrera de les Fàbregues, a l'actual vila de Castellar del Vallès.
Una part del poblat original de Castellar Vell, excavat entre 1995 i 2001, està datat en època carolíngia (entre els anys 800 i 1000). En aquest mateix lloc es localitzà i s'excavà un cementiri amb 250 enterraments dels segles XI, XII i XIII, així com altres troballes que permeten afirmar que hi va haver activitat humana fins al seu abandonament el segle xviii.

### Baixa edat mitjana
A la baixa edat mitjana els Clasquerí adquireixen més poder. L'any 1310 Gastó de Montcada dona el seu castell i els seus béns de Castellar a Pere de Clasquerí en emfiteusi (és a dir, els traspassa el domini útil dels mateixos). Gairebé cent anys després, coincidint amb el regnat de Martí l'Humà, els Clasquerí esdevenen senyors tant territorialment com jurisdiccionalment, la qual cosa significa que tenen un control total del territori i dels qui l'habiten, poder que mantenen fins a la desaparició del poder feudal.
Com la majoria de senyors feudals, els Clasquerí s'organitzen al voltant de la figura d'un batlle de Castellar considerat la màxima autoritat del terme. Entorn aquesta figura hi ha un òrgan de govern anomenat cúria senyorial o cort del batlle, encarregada de la gestió administrativa i judicial de la vila i que funciona fins ben entrat el segle xvii. En aquesta època també hi ha un Consell General de Castellar anomenat la universitat que és la representació política del poble a través dels veïns amb més rellevància; la seva màxima figura n'és el batlle. Aquest consell, però, no té gaire influència en les decisions polítiques de la vila, i tan sols aconsegueix que el rei Ferran el Catòlic reconegui els drets a poder reunir-se, de forma exclusiva, a la plaça de les Fàbregues i el de tenir dos síndics. En aquesta època de plena expansió del gòtic, els senyors construeixen la capella de Santa Bàrbara prop del seu castell.

### Edat moderna
Castellar entra a l'edat moderna sotmès al poder dels senyors de Clasquerí i del batlle que presideix el Consell General. Com a la resta del país, de mica en mica comencen a aparèixer bandolers que controlen els camins i boscos. Un element important d'aquesta etapa de la història és l'aparició de la santa inquisició que va organitzar una croada en contra de les dones acusades d'heretgia i bruixeria. Durant aquests processos, tres castellarenques són denunciades i jutjades per practicar màgia negra. Concretament, les acusacions contra aquestes tres dones comença l'any 1620 quan Lleonard Prats, mestre de cases de la vila de Sabadell, denuncia Jerònima Muntada per haver caçat un gripau amb dos pals. Arran de la detenció de Jerònima Muntada són acusades també altres dones de Castellar que, en plena cadena de delacions i induïdes pels torturadors inquisidors, denuncien altres víctimes de Sabadell. Finalment, Eulàlia Oliveres i Saulet, Violant Carnera de les Arenes i la mateixa Jerònima Muntada són jutjades per bruixeria, sentenciades i executades pels càrrecs de fer caure pedregades, emmetzinar l'aigua i provocar grans danys, renegar de Déu i de la Santíssima Verge i altres pràctiques prohibides.
Durant la guerra de successió espanyola els homes d'Antoni Desvalls i de Vergós hi van passar pel municipi el dia 14 d'agost de 1714. També destaca, que Francesc Ametller i Perer, jurista i polític català filipista i un dels autors del Decret de Nova Planta, havia nascut a Ca n'Ametller una de les masies de la vila, tot i que feu la seva carrera política i professional a Barcelona.
En el pla artístic, durant el segle xvi, el pintor Pere Serafí Lo Grec pinta un retaule a la capella de Santa Bàrbara que seria destruït posteriorment. Al segle xix, concretament l'any 1773, la parròquia es trasllada al nucli de la riba esquerra del riu, on viu la majoria de la població, arran de la construcció d'una nova església sobre l'antiga capella de Sant Iscle i Santa Victòria. L'any 1716 el nucli es denomina Tolosa o Tolosa de les Fàbregues, i està format per unes 149 famílies que corresponen a una població de 881 persones, de les quals 542 pertanyen a la parròquia de Sant Esteve, 184 a la de Sant Feliu del Racó i 43 a la de Sant Julià. La majoria de la gent treballa com a jornaler, tot i que documentalment es troben ferrers, teixidors, espardenyers, sastres i carnissers.

### Revolució Industrial
El segle xix suposa l'arrencada econòmica del municipi amb el desenvolupament de la indústria llanera i cotonera al riu Ripoll, impulsada principalment per Josep Tolrà Abellà, que s'instal·la a Castellar el 1849 per exercir com a metge. Onze anys després s'embarca en el món dels negocis, i obre una fàbrica de filats en un molí arrendat a la zona del Molí d'en Busquets. L'empresa creix fins que, a les darreries del segle xix, inclou un total de tres molins. Tolrà de seguida s'implica políticament en la vida social del poble, fins al punt que l'any 1856 es presenta per a alcalde. La seva mort l'any 1883 coincideix amb la plaga de la fil·loxera, la qual cosa provoca una crisi econòmica a la comarca. L'empresa passa a ser propietat de la segona esposa i neboda, Emília Carles Tolrà, marquesa de Sant Esteve de Castellar per concessió de la reina Cristina el 1896, i se'n fa càrrec un nebot de la vídua, Emili Carles-Tolrà Amat. El pas del segle xix al segle xx suposa el moment de més gran expansió de la fàbrica dels Tolrà, que opera amb el nom de Vídua de J. Tolrà; l'empresa és al sot de Can Barba. La importància d'aquesta empresa familiar arriba més lluny del seu factor econòmic, ja que molts dels drets que el moviment obrer reclama al tombant del segle xix al xx ja eren operatius als treballadors castellarencs com, per exemple, una caixa de pensions i retirs.
Igual que el seu marit, la vídua Tolrà s'implica en diferents projectes socials de la vila com la remodelació de l'església parroquial (1884-1892) consagrada el 26 de juny de 1892, coneguda a partir d'aleshores com la Catedral del Vallès. La marquesa, gran devota de la Mare de Déu de Montserrat, encarrega el projecte a l'arquitecte Joan Martorell i Montells, i l'encarregat és l'arquitecte Emili Sala i Cortés. Un dels desigs de la vídua dels Tolrà és que l'església tingui el terra i l'orgue igual que la basílica de la Mare de Déu de Montserrat. Les obres pictòriques són a càrrec de Pere Borrell del Caso. Més enllà de l'església, el mecenatge social de la marquesa també permet a Castellar tenir el Palau Tolrà (actual ajuntament), les Escoles Tolrà (actualment escola Immaculada), els safareigs públics, les escoles Pies (que més tard foren caserna de la Guàrdia Civil) i l'antic ajuntament de Castellar (actualment seu de l'arxiu municipal). En senyal de reconeixement pels seus nombrosos actes, el poble de Castellar sol·licita a la monarquia espanyola que li sigui concedit el títol de marquesa de Sant Esteve de Castellar, petició que els fou concedida. Emília Carle-Tolrà moriria el 24 de febrer de 1915 a conseqüència de les complicacions derivades d'una pulmonia. Fou enterrada amb tots els honors, tres dies més tard enmig d'una gran expectació per part de la ciutadania de Castellar.
També era coneguda l'empresa Can Pobla. Aquesta fàbrica de textil, regentada pel senyor Toribi Pobla era popularment coneguda com L'Estaca ja que l'amo pagava a l'estaca, o sigui dies després de fer la feina.
Cap a la fi del segle xix a Castellar hi proliferen els cafès, d'on sorgeixen multitud d'associacions i entitats. Algunes de les més destacades són l'Ateneu Castellarenc, creat l'any 1889 al cafè de Cal Sardanet, o la societat coral La Llebre, que s'origina el 1881 al cafè de Cal Viñas i que posteriorment esdevé l'Orfeó Castellarenc. També emergeixen en aquesta època el primer Patronat Obrer de Sant Josep o el Sindicat Agrícola Harmonia, així com la primera revista castellarenca Laietània. Publicació literària catalana.

### El Carlisme
Tal com especifiquen els historiadors locals, els conflictes carlins esdevinguts al llarg del segle xix a Castellar tenen referències a la Primera Guerra Carlina (1833-1840) i alguns a la Tercera Guerra Carlina (1872-1876). Un dels conflictes dels quals es té constància, és la de la pressió carlina sobre la vila en el darrer dels conflictes. Concretament, els documents parlen que el 7 d'agost de 1874 l'Ajuntament envia un comunicat al governador amb relació a la demanda d'allistament de reservistes. Els carlins, però, van cremar l'allistament i van amenaçar amb pena de mort si es tornava a confeccionar. Aquest fet va suposar que el Consell municipal, en veure's impossibilitat de rebutjar qualsevol agressió, s'abstingués i assumís una sanció pecuniària governativa. Malauradament, el propi ajuntament fou incapaç de recaptar la quantia de la sanció i va haver de demanar una moratòria. Finalment, en sessió de 29 d'octubre de 1874, es va ratificar la decisió presa, tot i que l'any següent, en sessió d'11 d'abril de 1875, el govern local reverteix la decisió presa i decideix acatar les ordres del govern. Pocs dies després, el 27 d'abril de 1875, el Consell municipal presenta una reclamació per la multa imposada pel governador al·legant que no s'havia realitzat per l'amenaça dels carlins de demanar una suma idèntica a la que s'havia de lliurar al govern.

#### El foc de Castellar
Aquell mateix any es produiria el conegut com a foc de Castellar o de Cadafalch de 1875. Aquest conflicte bèl·lic fou un enfrontament entre forces governamentals i carlines el 10 de juliol de 1875. Els recaptadors del govern es trobaven a Sant Llorenç Savall recaptant els tributs mentre que, els carlins esperaven la mula que transportava la recaptació i a la seva escorta a can Cadafalch, al camí que comunicava Sant Llorenç Savall i Castellar. Les intencions carlines, però, foren descobertes i les forces governamentals van fer portar els diners en una altra mula que va seguir una ruta alternativa fins a arribar a destinació sense incidències. Al trobar-se els dos escamots, es va produir una escaramussa entre els dos bàndols que va donar com a resultat un seguit de baixes que van recollir els veïns i el Sometent, i que van traslladar fins al peu de l'actual carretera de Sant Llorenç Savall (B-124), prop de la masia avui en dia en ruïnes, de cal Voltà, prop de Turell. Els ferits foren traslladats a coll per part de voluntaris fins a l'església vella convertida en hospital de sang, adequada amb llençols i màrfegues portades per dones de la localitat. Els morts foren apilats i els anava recollint un carro de trabuc fins a portar-los a l'antic cementiri, que en l'actualitat es coneix com a parc de Canyelles.
L'activitat de les partides carlines s'aturaria i el 25 de juliol d'aquell mateix any, durant la sessió del Consell municipal apareix un escamot d'insurrectes carlins. Des d'aquell moment, la redacció de les actes municipals queda aturada fins a l'11 de febrer de 1876 i no es reprenen regularment fins al gener de 1877. Aquest fet ha provocat que no es tingui documentació escrita durant aquest període. Segons apunten els historiadors locals, les tropes carlines es van caracteritzar per partides formades per un reduït nombre d'integrants, amb la funció d'hostilitzar nuclis de població poc poblats mitjançant incursions a les planures i que refusaven l'enfrontament directe amb l'exèrcit o les milícies. Es tractava de donar suport a contingents més nombrosos, dirigits per figures de relleu dins el bàndol carlí com Francesc Savalls o Martí Miret en les incursions que realitzaven en el Principat. L'estratègia d'aquestes forces era obstaculitzar les comunicacions, imposar una nova legalitat i un nou ordre que permetés recaptar recursos econòmics pel sosteniment del conflicte i hostilitzar les forces de l'ordre i les poblacions fidels al govern.

### Segle XX
Durant el segle xx, Castellar del Vallès experimenta els canvis més notables de la història. A principi de segle, molts ciutadans de Barcelona i Sabadell trien Castellar com lloc d'estiueig i comencen desenvolupar els nuclis residencials nous del Balcó de Sant Llorenç, Aire-sol, Can Font i Ca n'Avellaneda, entre d'altres. Una d'aquestes persones era Lluís Companys i Jover, que estiueja en una finca del carrer de les Roques. Posteriorment, Companys també hi va ser políticament actiu, hi destaca un míting al sindicat agrícola l'Harmonia, principal referent de l'esquerra a la vila. A principi d'aquest mateix segle es deteriora l'ambient social, cosa que propicia l'aparició de grups anarquistes, socialistes i comunistes.
En aquesta època les infraestructures s'hi van millorar molt. El 14 de març de 1914 es funda La Vallesana S.A., empresa que comptava amb capital castellarenc i que estableix connexió per carretera entre Castellar, Sabadell i Sant Llorenç Savall. També comencen les reivindicacions reclamant l'arribada del tren. Una altra fita important és l'arribada de les aigües de Turell l'any 1927, que permeten resoldre la falta d'aigua potable que patia el poble.
Durant la dictadura de Primo de Rivera la Unión Patriótica tenia una seu a la vila, que servia de centre de reunions dels sectors més conservadors i propers a la ideologia del règim.
Amb les eleccions municipals espanyoles de 1931 es proclama la Segona República Espanyola i es constitueix un ajuntament governat per les esquerres que encapçala Antoni Tort. A Castellar la proclamació es fa des de la seu de l'antic ajuntament al carrer major, on s'hissa la bandera republicana i on es canta l'himne Els segadors. El nou govern municipal actua per a la millora del municipi i aprova la denominació actual de Castellar del Vallès, eliminant la terminologia religiosa. També és el govern que presidia Tort el que impulsa la Federació de Municipis Catalans, una organització que aglutina diferents batlles catalans i que, creada l'any 1931, té a com principal front la lluita contra la normativa estatal d'origen reial que regula les hisendes locals.
Curiosament, durant el període republicà, Castellar del Vallès és una de les poques poblacions catalanes en les quals el Partit Nazi alemany manté agrupació local.

#### Cop d'estat i guerra civil

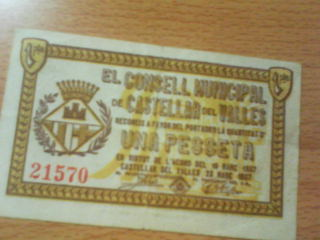
Bitllets de moneda castellarenca usats durant la Guerra Civil

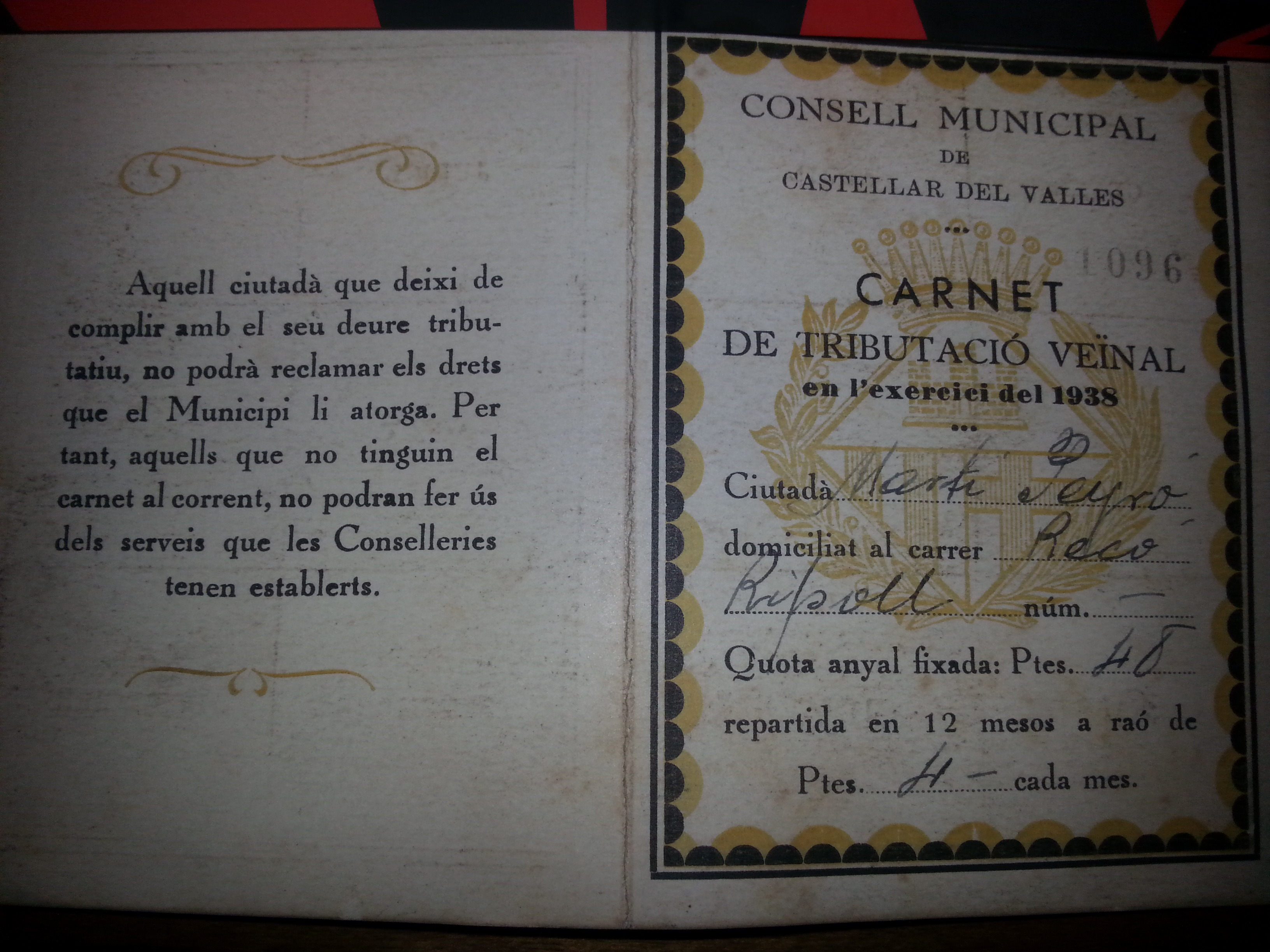
Fitxa de Tributació de Castellar del Vallès de l'any 1938

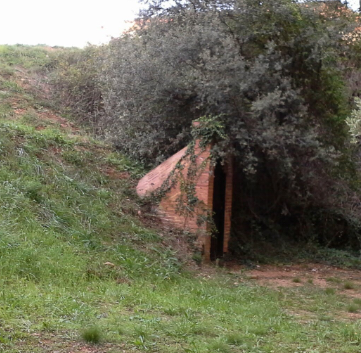
Refugi antiaeri conservat a l'actualitat

Tots els avenços econòmics i transformacions urbanes s'estronquen amb l'esclat de la Guerra Civil espanyola, els efectes de la qual afecten tant en l'àmbit social com econòmic. A Castellar, la notícia de l'aixecament militar contra el govern republicà arriba el 19 de juliol de 1936. Els principals sindicats (la FAI, la UGT i la CNT) s'organitzen per defensar la vila i, seguint ordres del Comitè Regional de la Confederació Nacional del Treball de Catalunya, convoquen una vaga general revolucionària. A l'ajuntament es forma un comitè provisional i es tallen els accessos al poble. De totes maneres, no hi ha indicis de cap aixecament de grups colpistes i la defensa acaba amb un registre d'armes per les cases de la vila. Seguint les directrius que arriben des de Barcelona es forma el Comitè de Milícies Antifeixistes. Durant els dies següents es col·lectivitzen diverses fàbriques, s'orienta la producció a la indústria de guerra i es confisquen finques on s'instal·len les seus dels principals sindicats. Durant la guerra civil també es cremen a la plaça Major els elements decoratius de l'església parroquial que es converteix en mercat municipal, fins que el 1938 es converteix en la seu de les cinc casernes del Centro de Reclutamiento e Instrucción Militar. Un altre fet històric de l'època és que el govern municipal, dirigit per Antoni Tort, emet moneda divisionària local, enfront del caos econòmic existent en el bàndol republicà. El 19 de març de 1937, per acord municipal, es crea el paper moneda de Castellar del Vallès, en forma de bitllets d'una pesseta i monedes de cartó-cuir o fibra de 25, 10 i 5 cèntims, amb un import total de 45.000 pessetes.
L'any 1938 es crea una delegació del SAF-16, una planta de servei que produeix components per a la indústria de guerra (munició lleugera, peces per a motors i components de l'avió soviètic Polikarpov I-15) i que té implantacions a les instal·lacions de la Tolrà, la fàbrica del Boà i can Barba. L'elecció de Castellar del Vallès per instal·lar-hi aquest centre de producció sembla respondre a diferents causes: es tracta d'espais arrecerats d'hipotètiques incursions aèries, existeix un teixit industrial previ i és pròxim a la seu central del SAF-16 a Sabadell. Els historiadors creuen que la falta de notorietat de la població és també un element clau per l'establiment a la vila, ja que garanteix mantenir-ne el secret. El SAF-16 a Castellar del Vallès dona feina a uns dos-cents operaris, amb una estructura moderna i eficaç, altament productiva i amb personal molt qualificat i enquadrat en règim laboral militaritzat. La presència de treballadors locals és, però, pràcticament testimonial.
Com a la gran majoria de pobles i ciutats catalanes, molts castellarencs lluiten a la guerra civil espanyola, i altres continuen lluitant després a la Segona Guerra Mundial. Els arxius d'història deixen informació de casos com el de Francesc Valls i Llinares, que lluita al bàndol republicà i amb l'exèrcit francès i sobreviu al camp de concentració de Mauthausen-Gusen; Ramon Puigdelloses Sastre mort al camp de Gusen; Francesc Comellas i Llinares, també empresonat a Mauthausen. i Isidro Planas Riera que lluita al bàndol republicà i amb l'exèrcit francès i sobreviu al camp de concentració de Konigsberg.

#### La dictadura
Amb l'instauració de la dictadura franquista i, especialment, a partir dels anys 50, Castellar viu un altre esclat demogràfic, paral·lel a la revifalla que viu el país, amb l'arribada de gent procedent del sud d'Espanya, principalment del poble de Lahiguera (Jaén). Aquesta nova població intervé com a mà d'obra en la recuperació de l'activitat tèxtil i constructora. Les condicions de vida d'aquesta nova immigració i de la postguerra en general són molt dures, tal com immortalitza el director de cinema castellarenc Joan Blanquer al seu documental El pa nostre de cada dia filmat l'any 1950, que esdevé una crítica a les condicions de vida de la postguerra a Espanya i, en especial, a la comarca. El documental narra l'arribada a Sabadell d'un nen famèlic pertanyent de la immigració dels anys cinquanta.
Cal destacar d'aquesta època, la mort el 1940 d'Emili Carles-Tolrà, marquès de la vila, que morí en exili a Gènova el 18 de juny de 1940. Les seves restes no arribarien a Castellar fins nou anys després, on fou enterrat amb honors amb un seguici funerari que va atrevessar diferents carrers de la vila.

#### La transició i la democràcia
Un cop mort el general Franco i amb la legalització dels partits polítics i els sindicats, arriba una nova etapa de la història de Castellar. Es formen agrupacions locals de diferents partits com el PSC-Reagrupament per una banda, i altres forces d'esquerres com el PSUC, mentre que CiU ocupa el sector més nacionalista i la UCD queda més minoritària. En les primeres eleccions municipals, tots els partits d'esquerres formen una coalició que derrota a CiU però que la iguala en nombre de regidors. El pacte de CiU amb l'únic regidor d'UCD converteix Miquel Pont i Alguersuari en el primer alcalde de Castellar des de la reinstauració de la democràcia. Tota l'ebullició democràtica queda sotragada amb el cop d'estat del 23 de febrer de 1981; a Castellar tot el consistori es reuneix a l'ajuntament i segueix els esdeveniments. Alguns membres de l'agrupació local del Partit dels Socialistes de Catalunya destrueixen documentació d'afiliats i militants a la seu. Una vegada fallit el cop d'estat, tot el consistori aprova un acord sobre els fets ocorreguts el 23-F i manifesta la seva més enèrgica repulsa.
Amb la consolidació de la democràcia, Castellar es dota amb nous equipaments i serveis, tasca que permet que durant la dècada dels 80 i la dècada dels 90 es visqui un període d'expansió i impuls urbanístic amb la construcció d'una gran àrea residencial al municipi coneguda com l'Eixample. És a principis de l'any 1988 que el consistori n'aprova definitivament l'execució amb una capacitat prevista per a 700 habitatges de diverses tipologies (plurifamiliars, unifamiliars agrupats i aïllats), i amb una zona verda total de 21.400 metres quadrats.

### Segle XXI

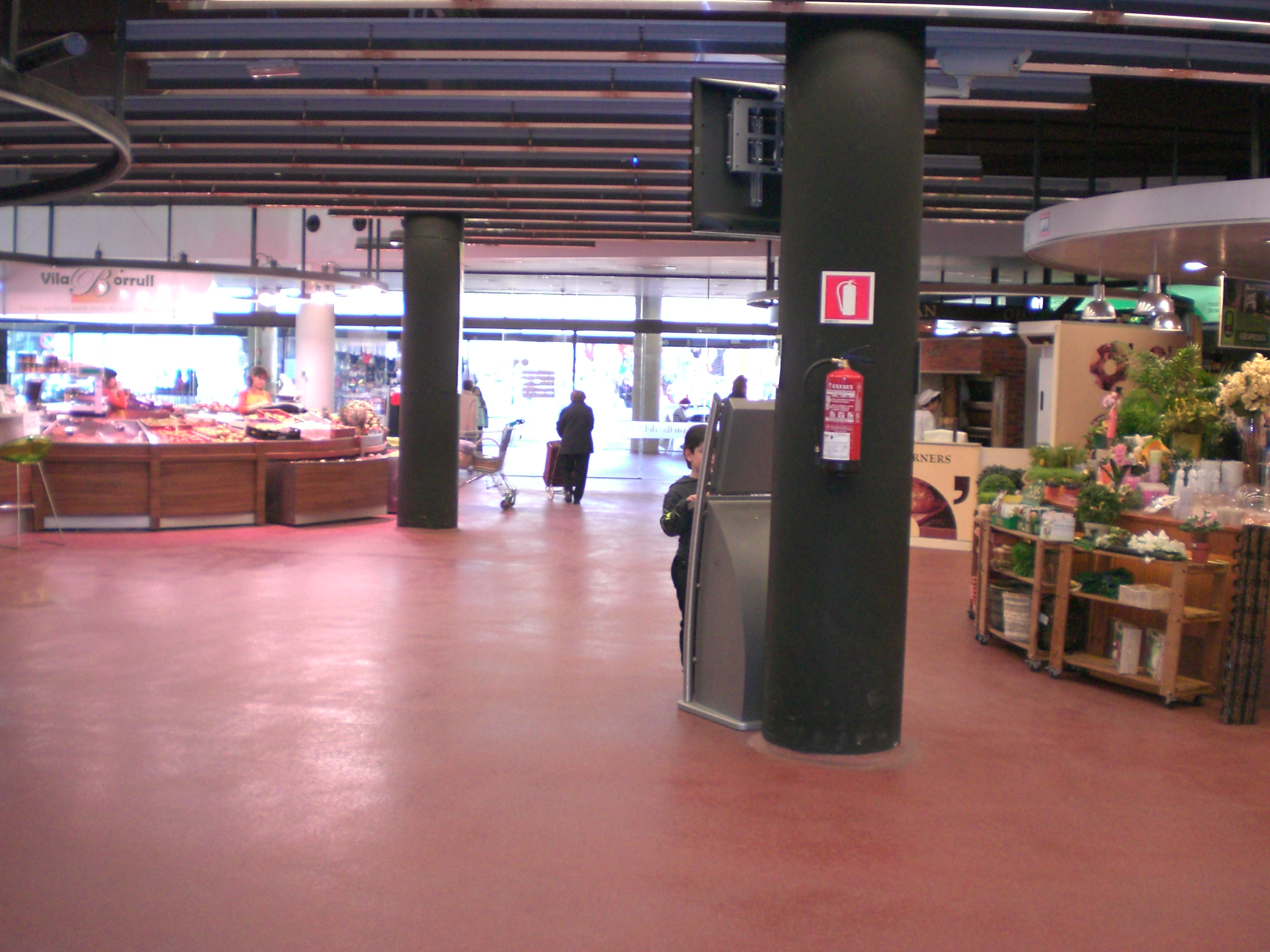
El Mercat Municipal de Castellar, reformat l'any 2008

Castellar inicia el segle xxi amb un sotrac important en la convivència social. Durant la festa major de 2003 el consistori municipal, dirigit per l'aleshores alcalde Lluís Maria Corominas, organitza un concert de rock català amb grups com Obrint Pas i Pomada, coincidint amb les celebracions de la Diada Nacional de Catalunya. Durant el concert, prop d'un centenar de caps rapats envolten el recinte on se celebra el concert, llencen gasos lacrimògens i pedres contra el públic i els músics i entonen consignes d'ideologia nazi. Les actuacions se suspenen, i la policia deté a quatre nois d'estètica skin. Els caps rapats tornen a intentar boicotejar les festes durant els dies següents i la nit del 13 de setembre, davant els enfrontaments entre els veïns i un grup de skins, la Guàrdia Civil realitza una càrrega policial contundent contra ambdues parts, amb el resultat de cinc persones ferides. El 16 de setembre, un cop acabada la festa major, una manifestació reuneix prop de 500 persones en protesta pels incidents ocorreguts. Durant el mes d'octubre d'aquell any s'organitza una festa popular de rebuig contra el feixisme que reuneix prop de 4.000 persones. El record d'aquestes agressions, i algunes altres que es produirien, propiciaren nous actes de rebuig com la festa de la diversitat, realitzada l'any 2007, organitzada per una trentena d'entitats d'arreu de Catalunya i amb un contingut ple d'activitats de sensibilització contra el feixisme. El testimoni d'aquell moviment de protesta el va agafar la Plataforma Ciutadana Castellar Contra el Feixisme, entitat que va néixer arran dels fets del 2003 i que des d'aleshores ha anat denunciant i fent seguiment de les diverses agressions que s'han dut a terme a la vila.
En l'àmbit urbanístic, la primera dècada d'aquest segle suposa, a més a més de les obres de la plaça Major, la rehabilitació de l'Espai Tolrà on es descentralitzen alguns serveis municipals, l'aprovació de les àrees residencials estratègiques, la inauguració de la sisena escola pública i d'una llar d'infants de titularitat pública i l'aposta per les infraestructures de comunicació de la vila per tren i carretera. En aquest període també s'inicien les obres d'enderrocament de la zona del Molí d'en Busquets que provocà la protesta de diverses associacions de la vila, les obres d'urbanització del nou sector industrial de Can Bages que també van generar controvèrsia i la reacció contrària de part de les associacions del poble, entre altres perquè s'hi va detectar un abocament il·legal de runa i de restes d'uralita, així com es denunciaren altres irregularitats urbanístiques. El 19 d'octubre de 2008 s'organitza una manifestació contra la construcció d'aquest polígon amb la participació de més de 300 persones i 20 entitats. Dintre de les infraestructures, a la fi de 2011, arriben a la vila les obres del gasoducte Martorell-Figueres que afecten el torrent de Colobrers, Can Bages i el Ripoll. El pas pel terme municipal d'aquesta obra pública es tradueix en protestes i accions per part d'un sector de la ciutadania.
També es realitza la connexió al sistema Ter-Llobregat

## Demografia

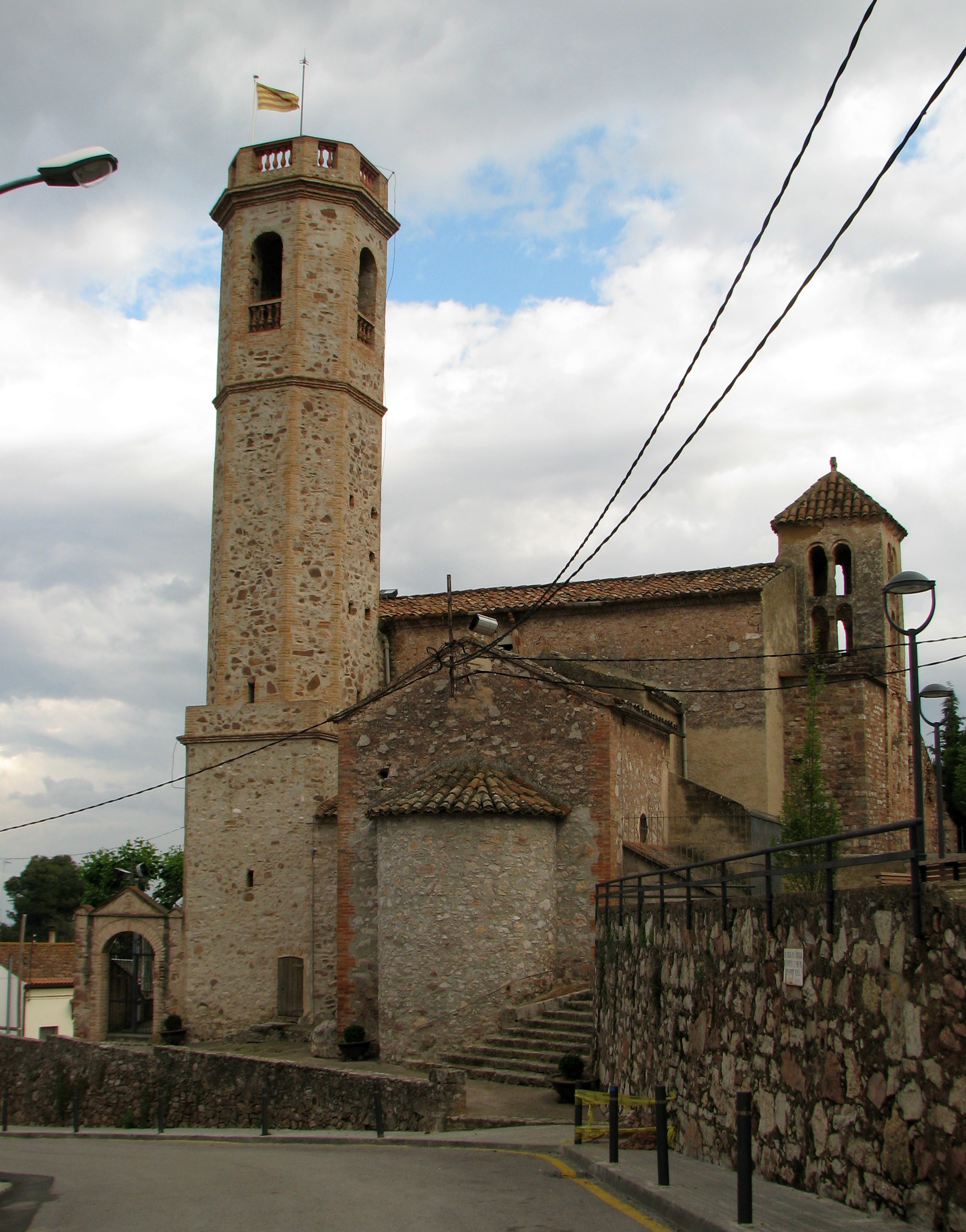
Vistes a Sant Feliu del Racó

A Castellar, el registre civil no s'inicia fins a l'1 de gener de 1871, per la qual cosa és molt difícil poder fer una anàlisi de l'evolució demogràfica prèvia. Castellar ha viscut diverses onades migratòries; la primera d'elles es produeix a la fi del segle xvi amb l'arribada de molta gent que fugia de la guerra de les religions, a França. Els primers habitants de parla castellana venen a Castellar a principis del segle xix, provinents majoritàriament d'Alacant, a la recerca de treball remunerat en el tèxtil. Ja a final de segle xix, Castellar experimenta un fenomen migratori important, principalment d'altres comarques del principat, que suposa un important factor de creixement. Fins a la dècada dels 40 el creixement és lent i irregular, especialment perquè es produeix el primer factor d'emigració de la vila, quan molts castellarencs marxen a l'Amèrica del Sud a la recerca de fortuna al pas del segle xix al xx. El salt demogràfic més important es produeix entre la dècada dels cinquanta i la dècada dels setanta, amb un increment del moviment immigratori especialment provinent d'Andalusia. Entre 1940 i 1967 es construeixen 387 habitatges, i l'any 1967 se n'estan acabant vora 160 més. Un altre factor a tenir en compte és que tant Sant Feliu del Racó com les Arenes i el mateix nucli urbà de Castellar han sigut objecte de la compra de segones residències, principalment per part de gent de Barcelona i Sabadell.
| Entitat de població        | Habitants (2024) |
| Castellar del Vallès       | 20.463           |
| Sant Feliu del Racó        | 1.322            |
| Can Font i Ca n'Avellaneda | 1.257            |
| Aire-sol                   | 1.024            |
| el Balcó de Sant Llorenç   | 754              |
| els Fruiters i la Virreina | 420              |
| Polígons industrials       | 49               |
| les Arenes                 | 12               |
| Font: Idescat              |                  |

| 1497 f | 1515 f | 1553 f | 1717 | 1787 | 1857  | 1877  | 1887  | 1900  | 1910  |
| ------ | ------ | ------ | ---- | ---- | ----- | ----- | ----- | ----- | ----- |
| 40     | 41     | 52     | 405  | 850  | 2.670 | 2.967 | 3.247 | 3.511 | 3.454 |

| 1920  | 1930  | 1940  | 1950  | 1960  | 1970  | 1981   | 1990   | 1992   | 1994   |
| ----- | ----- | ----- | ----- | ----- | ----- | ------ | ------ | ------ | ------ |
| 3.585 | 3.913 | 3.780 | 3.929 | 4.858 | 7.683 | 10.934 | 13.153 | 13.822 | 13.822 |

| 1996   | 1998   | 2000   | 2002   | 2004   | 2006   | 2008   | 2010   | 2012   | 2014   |
| ------ | ------ | ------ | ------ | ------ | ------ | ------ | ------ | ------ | ------ |
| 15.845 | 16.224 | 17.444 | 18.644 | 19.475 | 21.335 | 22.626 | 23.129 | 23.363 | 23.440 |

| 2016   | 2018   | 2020   | 2022   | 2024   | 2026 | 2028 | 2030 | 2032 | 2034 |
| ------ | ------ | ------ | ------ | ------ | ---- | ---- | ---- | ---- | ---- |
| 23.633 | 24.036 | 24.488 | 24.933 | 25.322 | -    | -    | -    | -    | -    |

## Geografia urbana
El terme municipal de Castellar del Vallès el conformen un nucli urbà principal i 7 entitats més de població, dels quals són nuclis antics Sant Feliu del Racó i Les Arenes, mentre que la resta responen al prototip d'urbanitzacions (la urbanització Airesol es divideix en quatre sectors: A, B, C i D).
Castellar es comunica al sud amb Sabadell per la carretera B-124, que es perllonga en direcció nord fins a Sant Llorenç Savall, el qual esdevé la connexió amb Sant Feliu del Racó i la resta d'urbanitzacions. A l'est, la connexió amb Sentmenat es fa a partir de la C-1415a on, just a l'entrada de la vila, es troba l'escultura de la dona acollidora. Aquesta mateixa carretera es perllonga per l'oest fins a Matadepera i Terrassa i és la connexió a les urbanitzacions de Can Font i Ca n'Avellaneda. El poble queda travessat de sud a est per la Ronda Tolosa i per la connexió dels carrers Passeig i carretera de Sentmenat. De nord a sud la connexió és per la carretera de Sabadell. Una altra via important és l'avinguda Sant Esteve que travessa el poble des dels vorals de la vila al nord fins a quasi l'espai Tolrà.
Les principals places del nucli principal són la plaça Major, remodelada l'any 2005 i subdividida en l'actual plaça Major, plaça del Mirador i plaça del Mercat. Aquesta remodelació va suposar un canvi d'emplaçament del mercat municipal i la creació de l'edifici del Mirador, que aglutina serveis de caràcter tecnològic i cultural. També s'ha d'esmentar la plaça Catalunya, remodelada l'any 2009, que queda al costat de la piscina municipal i del pavelló Puigverd, també remodelats durant aquesta època. Un altre centre neuràlgic és la plaça Europa, inaugurada a principis del segle XXI com una plaça dividida pel carrer Espanya i que l'any 2009 fou reunificada després d'un projecte de pressupostos participatius amb els veïns per tallar la circulació per l'esmentat carrer. Una altra plaça important és la plaça de la Fàbrica nova, que queda just davant de l'Espai Tolrà i en la qual està prevista una estació dels Ferrocarrils de la Generalitat de Catalunya.
Pel que fa als serveis, el nucli principal compta amb un centre d'atenció primària al carrer de Josep Tarradellas, dues llars d'infants municipals, sis centres d'educació infantil i de primària i dos d'educació secundària, a més d'altres centres formatius. Les oficines municipals i d'atenció al ciutadà es troben descentralitzades, tant a l'edifici del Mirador com a l'Espai Tolrà.
Quant al transport públic per carretera, Castellar té una línia nocturna d'autobusos (C-65) que comunica el nucli principal amb Barcelona, una línia (C-1) que la comunica amb Sabadell, una que comunica amb Sant Llorenç Savall (C-3) i una altra (C-4) que comunica Castellar, el Balcó de Sant Llorenç i Sant Feliu del Racó. Finalment, existeix una altra línia (C-6), que comunica la urbanització de Can Font amb el nucli principal i El Pla de la Bruguera, on també es preveu la construcció d'una estació dels FGC.
| Entitat                    | Coordenades                                                 |
| -------------------------- | ----------------------------------------------------------- |
| Nucli principal            | 41° 37′ 3″ N, 2° 5′ 17″ E / 41.61750°N,2.08806°E            |
| Sant Feliu del Racó        | 41° 37′ 23.31″ N, 2° 4′ 5.43″ E / 41.6231417°N,2.0681750°E  |
| El Balcó de Sant Llorenç   | 41° 38′ 2.57″ N, 2° 4′ 28.3″ E / 41.6340472°N,2.074528°E    |
| Can Font                   | 41° 35′ 56.45″ N, 2° 3′ 24.65″ E / 41.5990139°N,2.0568472°E |
| Ca n'Avellaneda            | 41° 35′ 42.58″ N, 2° 3′ 41.33″ E / 41.5951611°N,2.0614806°E |
| Les Arenes                 | 41° 38′ 51.18″ N, 2° 3′ 13.08″ E / 41.6475500°N,2.0536333°E |
| Els Fruiters i la Virreina | 41° 38′ 51.18″ N, 2° 3′ 13.08″ E / 41.6475500°N,2.0536333°E |
| El Pla de la Bruguera      | 41° 36′ 58.48″ N, 2° 5′ 8.41″ E / 41.6162444°N,2.0856694°E  |
| Aire-sol                   | 41° 37′ 40.87″ N, 2° 4′ 9.76″ E / 41.6280194°N,2.0693778°E  |

## Economia

### Agricultura i ramaderia

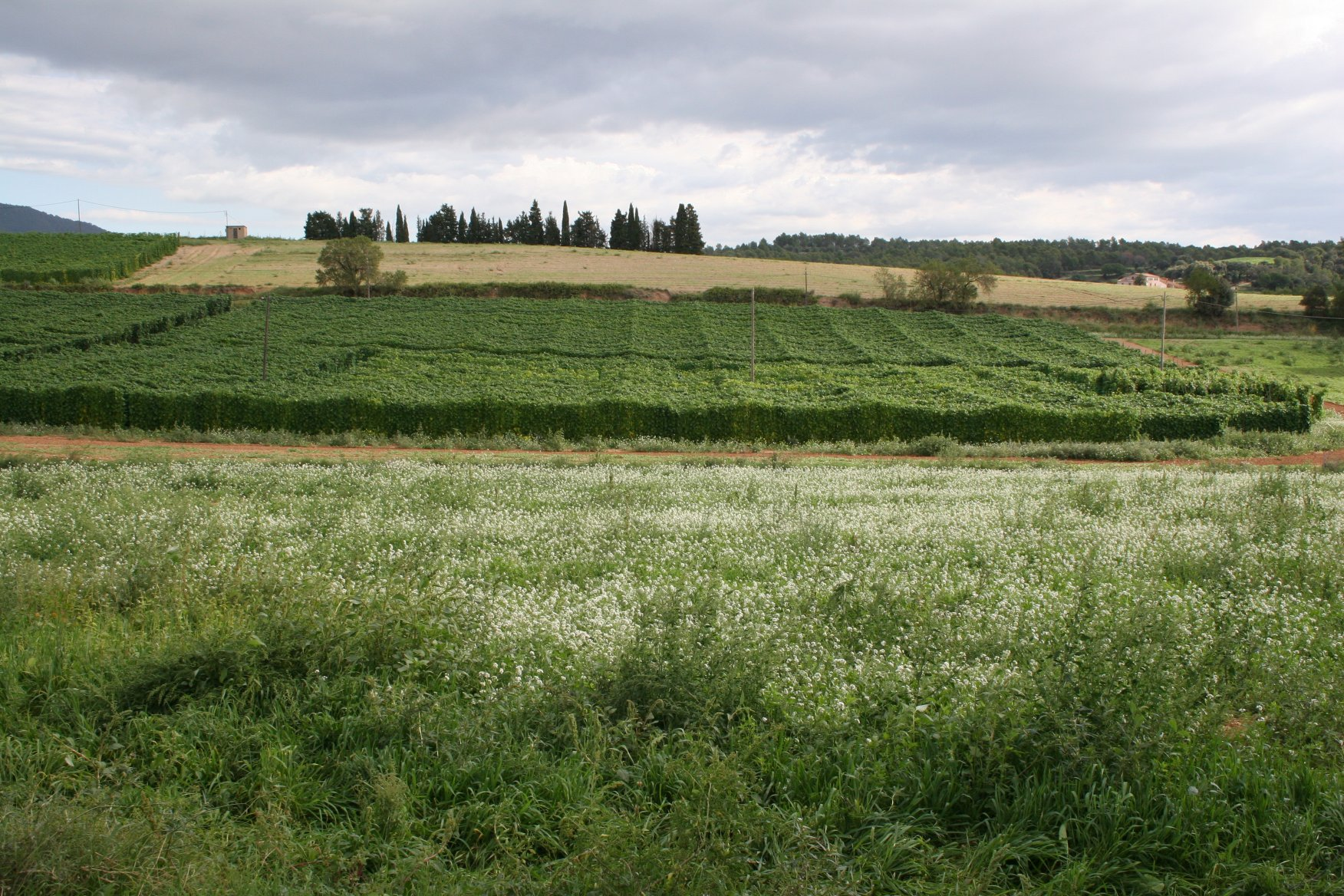
Activitat agrícola en un entorn d'excepcional valor ecològic a la rodalia de Castellar del Vallès

L'agricultura ha sigut la principal font econòmica de Castellar del Vallès al llarg de la història. Es fonamentava en cultius propis de la mediterrània com la vinya, olivera, cereals, etc. complementats per productes de l'hort. La plaga de la fil·loxera, però, va destruir tota la vinya i va obligar a replantejar tot el sistema agrícola de la vila. En l'actualitat, el producte més preuat de Castellar és la mongeta del ganxet, reconeguda amb la qualificació de denominació d'origen per la Generalitat de Catalunya.
A partir del segle xix la industrialització guanya terreny, ja que aprofita l'aigua del Ripoll elaborant primer manufactures de la llana i després de cotó, la qual cosa provoca que al segle xx el desenvolupament industrial hagi convertit les terres que anteriorment eren de cultiu en zones edificades o polígons industrials, deixant l'agricultura com una activitat econòmica residual. Malgrat tot, durant la dècada de 1990 es produí una recuperació del nombre d'hectàrees de terres llaurades i un petit augment de la superfície forestal. Els principals conreus del terme en l'actualitat són els cereals (l'ordi) i el farratge. Pel que fa a la ramaderia, adquirí una major importància a les darreries del segle xx, especialment la ramaderia de granja (bestiar porcí, aviram i cria de conills) i també del nombre de caps de bestiar boví.

### Indústria
La indústria castellarenca, igual que la vallesana, sempre ha estat molt lligada a les aigües del riu Ripoll, que han sigut aprofitades des de l'antiguitat per a moure molins. Alguns documents asseguren que al segle xiii ja s'usaven molins per utilitzar la força de l'aigua del riu com a font d'energia. A mitjans del segle xix encara s'usaven alguns molins en els sectors paperer, bataner, blanquer i cotoner. A principis del segle XXI el riu perdé pràcticament la seva incidència en el potencial econòmic de la vila, quedant només residual en la indústria de pelleteria.
El desenvolupament industrial de Castellar del Vallès ha estat molt relacionat amb el sector del tèxtil i, en especial, a empreses de la família Tolrà, tant pel nombre de llocs de treball com per les contribucions de mecenatge a la localitat fets per membres d'aquesta família.

També era coneguda l'empresa Can Pobla. Aquesta fàbrica de textil, regentada pel senyor Toribi Pobla era popularment coneguda com L'Estaca ja que l'amo pagava a l'estaca, o sigui dies després de fer la feina.
En l'actualitat, el municipi compta amb dos polígons industrials on treballen al voltant de 5.000 persones, de les quals el 50% viu a la vila, i on destaquen les empreses del sector metal·lúrgic i de la fusta. De les empreses ubicades –segons dades del Consorci per l'Ocupació del Vallès– el 74,4% de les empreses tenen menys de 10 treballadors, un 18,2% tenen entre 11 i 25 treballadors, un 5,1% tenen entre 26 i 50 persones en plantilla i el 2,3% restant superen les 50 persones. Tradicionalment, aquests polígons havien sigut coneguts per ser la seu del magatzem de l'empresa Sony a Catalunya (la qual deixà la vila l'any 2010) i l'empresa Vidres Castellar, coneguda popularment com la fàbrica del vidre.
Una altra empresa que ha tingut notorietat en la història de la ciutat fou l'empresa Fité, una marca de motocicletes especialitzada en motocròs i enduro, que funcionà durant els anys 90 a la vila.

### Comerç
El comerç del segle xix és fonamentalment del ram de l'alimentació. El desenvolupament del comerç augmenta progressivament a mesura que ho fa la indústria, que també creix en detriment de l'agricultura. El sector terciari esdevé en la darrera dècada del segle xx el principal sector d'ocupació juntament amb la indústria. A Castellar del Vallès se celebra mercat setmanal cada dissabte a la Plaça major del poble, a part d'una edició especial, la de la diada de Sant Josep.

### Sector terciari
Pel que fa al sector serveis, en l'àmbit sanitari el municipi disposa d'un centre d'assistència primària (CAP) sense urgències nocturnes. Quant a l'ensenyament, l'oferta bàsica es completa amb la possibilitat de cursar estudis de batxillerat i cicles formatius de grau mitjà i superior. També hi ha una escola de dansa i una escola municipal de música. En el sector terciari, Castellar, Sentmenat i Sant Llorenç Savall han sigut pioners en la idea de mancomunar alguns serveis municipals per dotar-los de més eficiència i adaptar-los a les necessitats d'una població de vora 33.000 habitants per tal d'abartir costos.

## Infraestructures

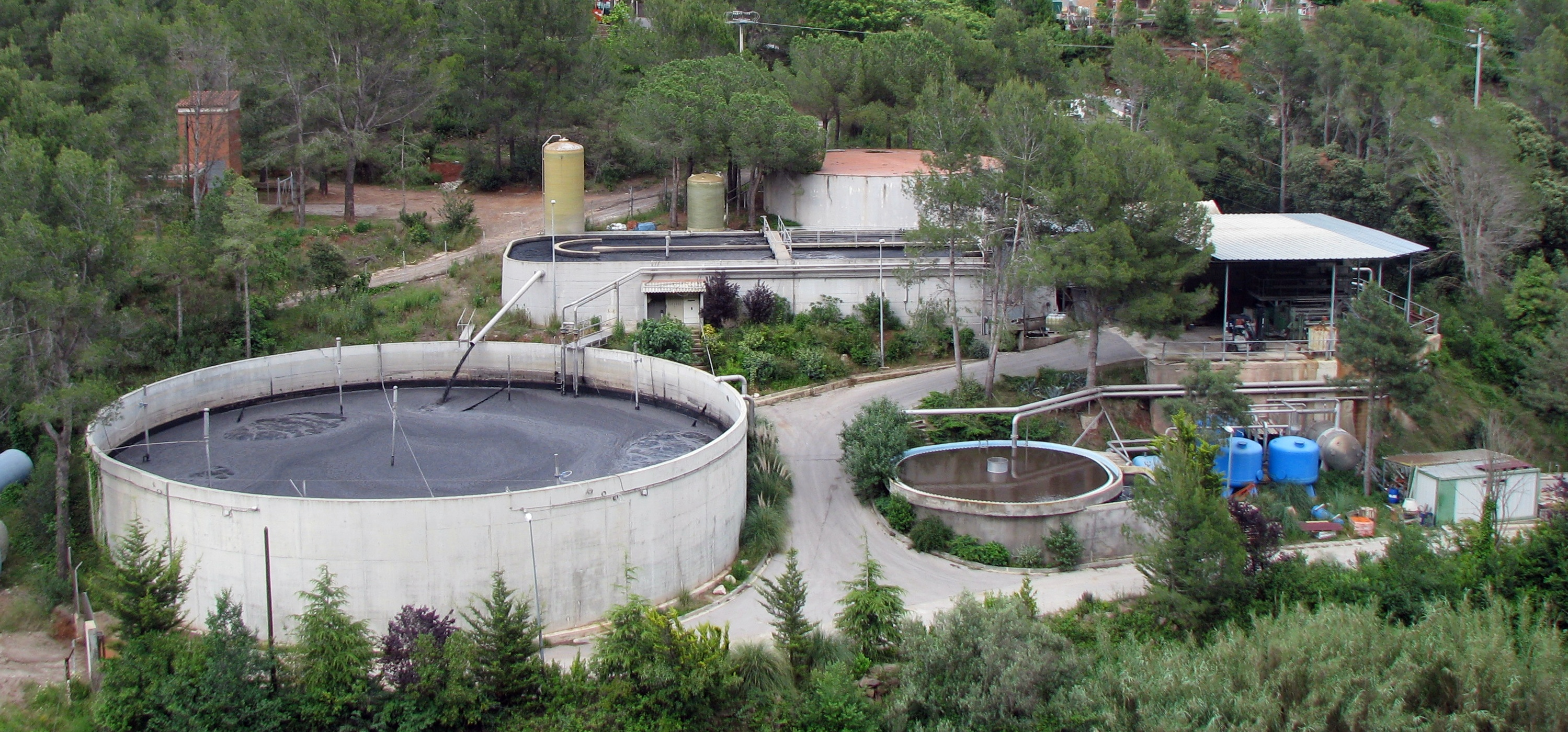
Depuradora d'aigües de Castellar del Vallès

### Carreteres i autopistes
Castellar està comunicat per dues carreteres: la C-1415a, que uneix la vila amb Sentmenat i Matadepera, i la B-124, que la uneix amb Sabadell i Sant Llorenç Savall. Castellar ha estat tradicionalment mal comunicada amb les poblacions del voltant, especialment amb els caps de comarca. El gran desenvolupament econòmic i poblacional experimentat per la localitat ha deixat insuficients les comunicacions per carretera amb Sentmenat, Terrassa i Sabadell. És possible que aquesta situació millori pròximament amb la construcció de la ronda oest de Sabadell i l'eix del Ripoll, cosa que permetria a molts castellarencs no haver de passar per Sabadell per a dirigir-se a Barcelona o Terrassa.

### Transport públic
El transport públic es compon actualment de línies regulars d'autobusos. Hi ha una línia de la companyia Sagalés que fa transports regulars a Sentmenat. La resta de recorreguts són coberts per la companyia Sarbus, concretament dues línies de transport urbà (C4 –línia en el seu moment desdoblada com a línies C4 i C5– i C6), i les línies de Sabadell (C1) i Sant Llorenç (C3), popularment conegudes com La Vallesana pel nom de la companyia que antigament cobria el trajecte. Des de juliol de 2017 van fer que la línia C1 transités cada 12 minuts.

### Tren
L'arribada del tren a la vila ha sigut una vella reivindicació de la ciutadania castellarenca. Després de diverses negociacions entre les diferents administracions públiques, la Generalitat de Catalunya es va comprometre a aprofitar l'ampliació dels Ferrocarrils de la Generalitat de Catalunya a la ciutat veïna de Sabadell per fer arribar el tren a la vila. El 9 de maig de 2012 el DOGC publicava l'acord d'aplicació del tràmit d'avaluació d'impacte ambiental del perllongament dels fins a la localitat, pel que el projecte resta a l'espera de l'estudi executiu i les obres. L'any 2009 es va constituir la Plataforma Ciutadana Tren Castellar Centre, una entitat que ha presentat alternatives a les propostes presentades a l'estudi informatiu.

### Obra Social Benèfica

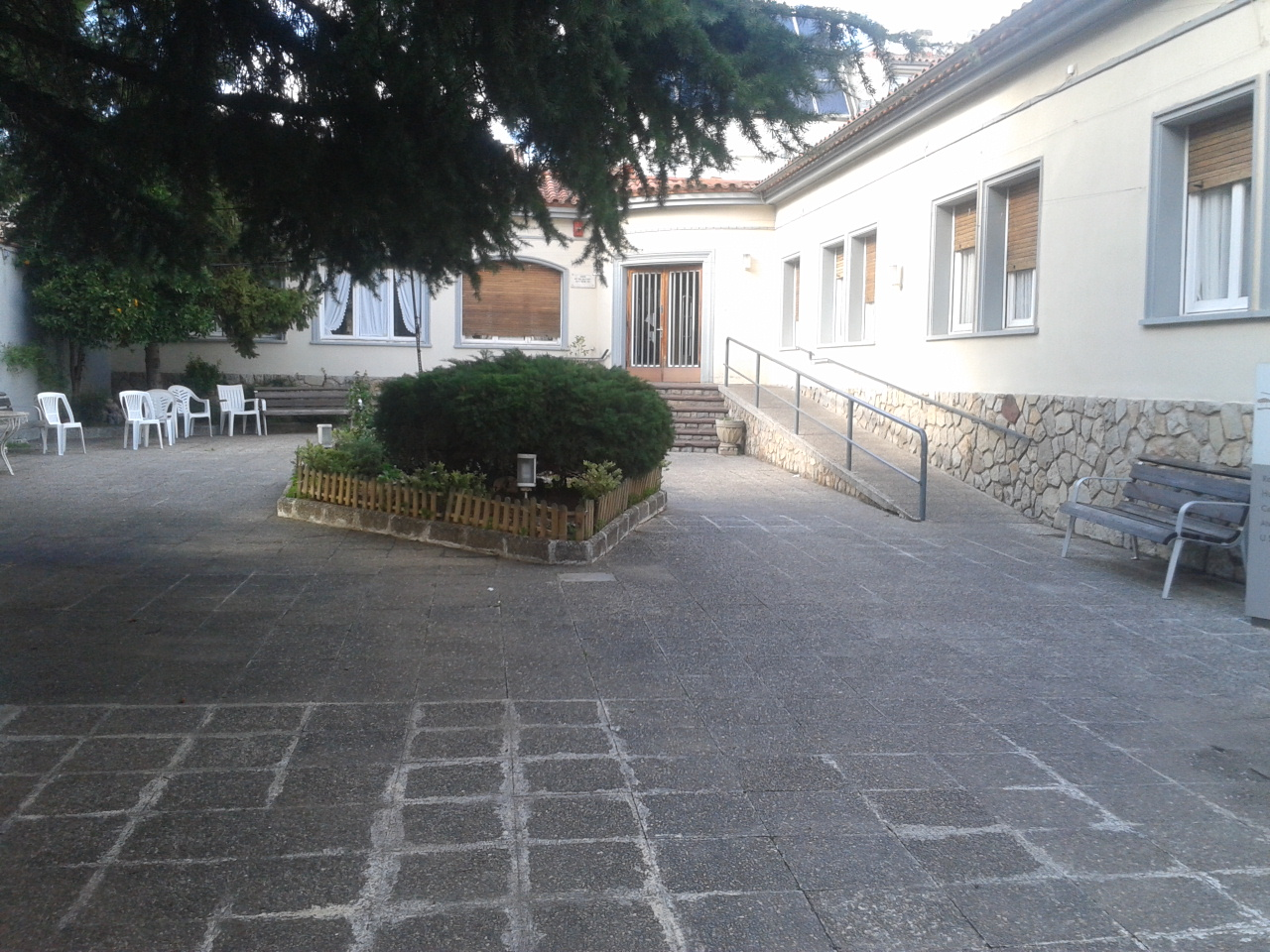
L'Edifici de l'Obra Social Benèfica a Castellar del Vallès

L'Obra Social Benèfica és una entitat privada, d'iniciativa social i sense ànim de lucre. Fou fundada per Mossèn Josep M. Esteve i el Doctor Amadeu Casanovas l'any 1928. El finançament ha vingut de l'administració local, del Departament de Benestar Social de la Generalitat de Catalunya, del Ministeri de Treball i Afers Socials espanyol i d'aportacions particulars anònimes i entitats privades. Inicialment l'atenció als usuaris d'aquest hospital anava a càrrec de la Comunitat de Germanes de Sant Josep de Girona Vetlladores de malalts. Al centre s'atenien persones malaltes i s'hi feien intervencions quirúrgiques així com s'atengué a parts fins a l'any 1980.
En l'actualitat, és un centre que acull gent gran, amb habitatges tutelats, un centre de dia, un menjador obert i una Unitat de Suport i Atenció a Malalties Neurodegeneratives (USAMN).
L'any 1994 partint d'una subvenció de l'ICASS i d'altres donatius s'emprenen les obres de reforma, ampliació i millora augmentant la capacitat de la residència de 45 a 50 places. Poc després sorgeix l'oportunitat de comprar la finca veïna del carrer del Mestre Ros, coneguda com El Castell. L'any 1997 s'inicien les obres per convertir l'edifici en habitatges tutelats amb capacitat per a 11 places; 35 places de centre de dia i dependències: gimnàs, sala de tallers, biblioteca, perruqueria, una nova infermeria i un ampli pati exterior.
L'any 2000 l'entitat s'expandeix amb la compra de la casa núm. 10 del carrer de l'Hospital, veïna d'Obra Social Benèfica adquirida igualment. Sobre el solar d'aquesta casa l'any 2002 es comença a edificar un bloc de tres plantes per a residents, una planta del qual està destinada a la Unitat de Suport i Atenció a Malalties Neurodegeneratives (USAMN). El maig de 2003 l'entitat passà al règim de Fundació coincidint amb el seu 75è aniversari, amb el nou nom de Fundació Privada Obra Social Benèfica de Castellar del Vallès (FOSB). Josep Arderius Casanovas va escriure un llibre sobre els 75 anys d'història de l'OSB.

A l'any 2018 es van celebrar els 90 anys de l'entitat benèfica, la FOSB conjuntament amb el Centre d’Estudis Castellar- Arxiu d’Història van produir uns plafons amb la idea de fer una exposició intinerant on en els que s'hi va fer una síntesi de la història. L'exposició es va inaugurar en el pati de la residència i posteriorment es va poder veure a l'entrada del Mercat Municipal, a l'Església, al Col·legi El Casal, Fedac Castellar, CEIP Bonavista, CEIP Joan Banquer i CEIP Sant Esteve. 

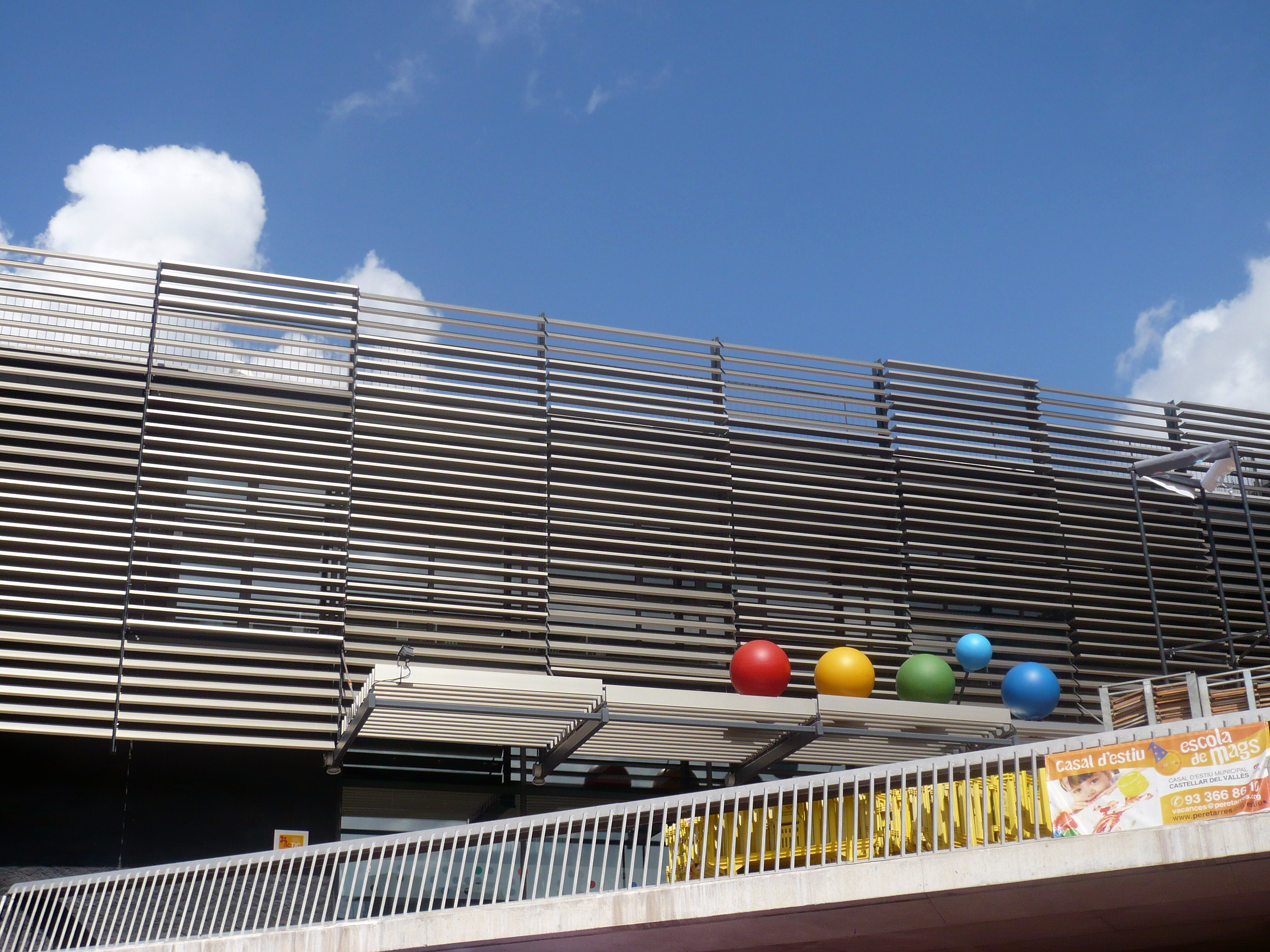
L'edifici d' El Mirador a Castellar del Vallès

El Mirador
El Mirador és un edifici de Castellar del Vallès que compleix una triple funció: centre cultural, centre de coneixement i centre cívic. Fou inaugurat per l'aleshores consellera de justícia Montserrat Tura el 3 de juliol de 2010. El Mirador és el resultat d'una polèmica construcció que nasqué quan l'any 2005 el consistori decideix remodelar la plaça Major del poble, conjuntament amb l'auditori i el mercat municipal. Dins el projecte, es preveia la construcció d'un edifici de seixanta metres de llargada i dotze d'alçada, la qual cosa suposava tapar les vistes que des de la plaça es tenien de la Mola i de la Catedral del Vallès; això provocà les queixes de l'oposició i algunes manifestacions de rebuig popular al projecte. Després de les eleccions municipals de 2007, el nou govern municipal decidí convocar una consulta popular per decidir si reduir les dimensions de l'última planta de l'edifici o deixar l'edifici amb les dimensions que tenia. La participació en la consulta va ser d'un 6,5% i el 60% dels votants optaren per reduir les dimensions de l'última planta. Les obres es feren coincidir amb les de l'auditori Miquel Pont i l'antic mercat municipal: el projecte final comptaria amb 3 sales de formació, 8 sales de reunions, 5 despatxos per a emprenedors, una zona d'accés a internet i d'exposicions, i una sala d'actes annexa al nou auditori amb capacitat per a més de 100 persones. Inicialment, el projecte formatiu de l'edifici estava subvencionat per una ajuda del govern espanyol i la concessió en mans privades fins que, en acabar-se l'ajuda, la gestió tornà a ser municipal.

### Espai Tolrà
Just a la plaça de la fàbrica nova, l'Espai Tolrà és l'únic vestigi que es conserva de l'antiga fàbrica tèxtil dels Tolrà. En l'actualitat és l'espai firal del poble, tot i que també acull oficines d'atenció al ciutadà i algunes activitats esportives.

## Política

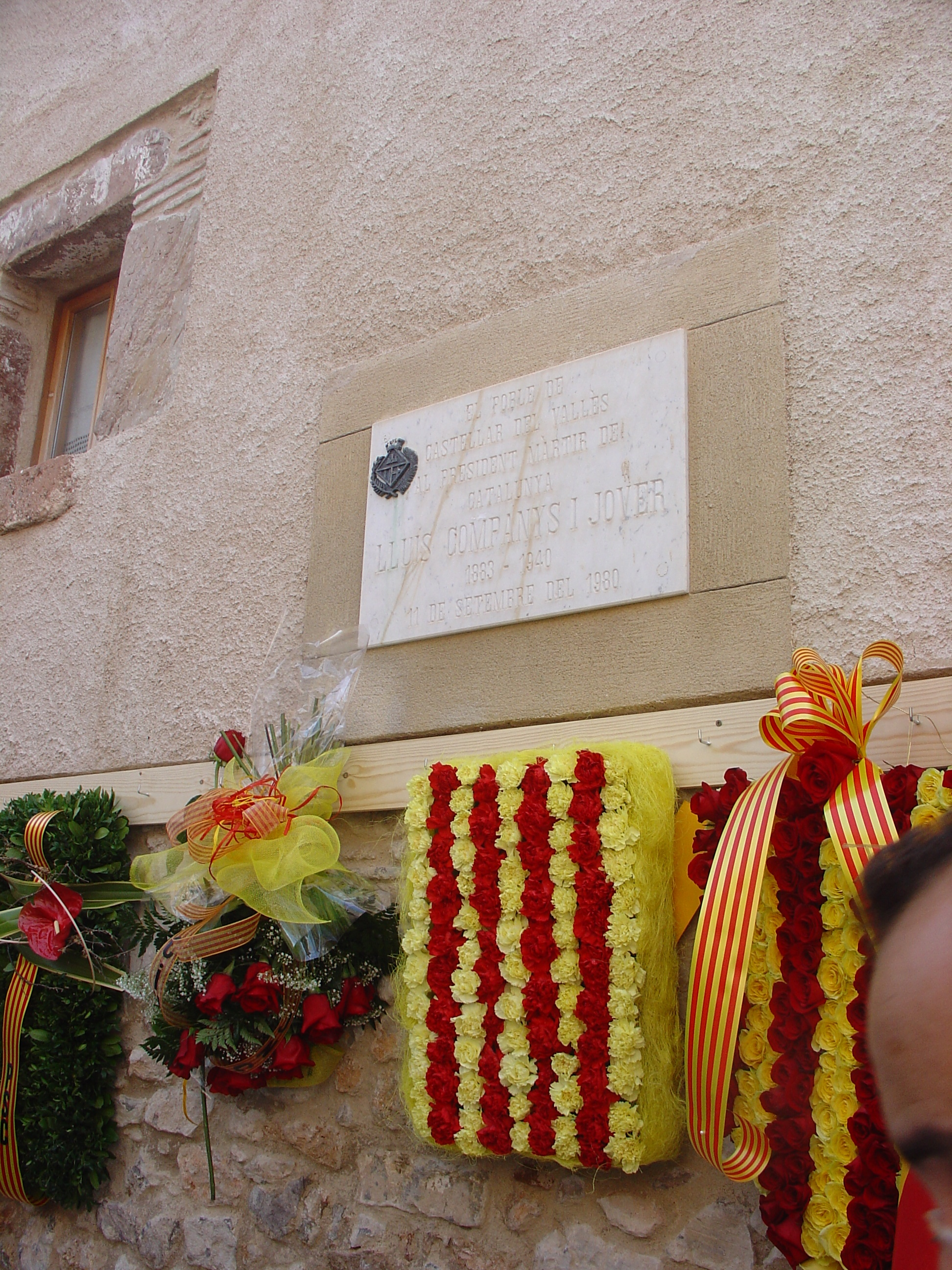
La casa de Lluís Companys a Castellar sol ser el lloc escollit pels partits polítics castellarencs per a realitzar l'ofrena durant la Diada

Els primers estaments polítics documentats a Castellar són la Cúria senyorial (o Cort del Batlle), encarregada de la gestió administrativa i judicial de la vila i que funciona fins ben entrat el segle xvii, i el Consell General de Castellar (conegut com la Universitat), que és la representació política del poble a través dels veïns de més rellevància i la màxima figura del qual és el batlle.
Pel que fa a la implementació de partits polítics amb seu a Castellar, hi ha indicis de militància al Centre Carlí, tot i que ha de ser prèvia al segle xx; també hi ha constància que el Círcol Republicà Autonomista es fundà a la vila el 30 de setembre de 1919 amb la seu al Sindicat Agrícola Harmonia, i s'erigí com el referent de l'esquerra del poble fins a la seva fusió amb Esquerra Republicana de Catalunya als anys 30. El 29 d'abril de 1927, l'alcalde Santiago Gorina inaugurà la seu de l'agrupació local del partit del règim del dictador Miguel Primo de Rivera, la Unión Patriótica. La Lliga Regionalista també fou activa en aquella època, i entre 1934 i 1936 tingué la seu a Cal Josepó. Una altra organització política coneguda fou la Joventut Socialista Unificada, formada per presoners del vaixell Uruguay.
Les eleccions municipals del 12 d'abril de 1931 configuraren un consistori amb una àmplia majoria de regidors d'ERC encapçalats per l'alcalde Antoni Tort i Rocavert i una minoria de la Lliga Catalana. Tres anys més tard, les eleccions municipals de 1934 suposaren una nova victòria d'ERC, que obtingué 1.000 vots, per 500 de la Lliga. Una data important en la història política de Castellar fou el 6 d'octubre de 1934 quan, des del balcó de l'Ajuntament, es proclamà la República Catalana i la República Federal Catalana; les banderes foren hissades i el pregoner ho anuncià, al capvespre, pels carrers de la vila. En els dies posteriors, el capità delegat del govern a Sabadell destituí l'ajuntament i creà una gestora encapçalada pel mateix Tort. Després de les eleccions a les Corts del febrer de 1936 es restituí l'ajuntament, i el 3 de maig d'aquell any l'alcalde-gestor convocà una sessió extraordinària del mateix per designar els nous càrrecs.
Amb la derrota republicana a la Guerra Civil espanyola, l'únic moviment polític existent a Castellar fou la Falange Tradicionalista Española, que confiscà la casa de Cal Tort, tot i que després es traslladà a l'Ateneu. Als anys 70, el Frente de Juventudes és al carrer Sala Boadella.
Des de la reinstauració de la democràcia, Castellar del Vallès ha tingut un alcalde de la coalició Convergència i Unió (CiU) fins a l'any 2007. Les primeres eleccions municipals des de la reinstauració de la democràcia varen ser un frec a frec entre la candidatura Unió d'Esquerres per Castellar –coalició entre el PSC i el PSUC– i Convergència i Unió. La candidatura d'esquerres guanya les eleccions per una diferència de 118 vots però iguala en nombre de regidors a la federació nacionalista, la qual obté l'alcaldia gràcies a un diputat d'Unió de Centre Democràtic. Aquest fet va permetre que Miquel Pont i Alguersuari esdevingués el primer alcalde de la democràcia de la postguerra. Inicialment es formà un govern d'unitat entre totes les forces polítiques representades, però aquesta unitat es trencà el 12 de desembre de 1980 quan Pont va fer fora a tots els regidors de la Unitat d'Esquerres del cartipàs municipal. A les següents eleccions, la falta d'entesa entre PSC i PSUC impossibilità la repetició de la coalició d'esquerres, cosa que propicià que Pont obtingués una còmoda majoria. Pont fou alcalde fins que el 19 d'abril de 1986 morí a Canes víctima d'una lesió cerebral; prengué el seu relleu Josep Arderius, que seguí amb les línies polítiques del seu antecessor. En les terceres eleccions municipals, CiU obtingué per primera vegada la majoria absoluta i esdevingué alcalde Albert Antonell i Ribatallada, qui potencià el creixement urbanístic amb el projecte de l'Eixample però topà amb les polèmiques del Memorial Park (parc-cementiri d'abast comarcal) i de les sequeres de principis de la dècada dels 90. Finalment, el 29 de setembre de 1992, Antonell cedí l'alcaldia a Lluís Maria Corominas, qui fou alcalde de Castellar fins a l'any 2004, aconseguint guanyar per majoria absoluta les eleccions de maig de 1995 i de maig de 1999, i per majoria simple l'any 2003. Durant la legislatura 1999-2003 i tot i comptar amb majoria absoluta, Corominas arribà a un pacte de govern amb ERC i PSC que es trencà després de les eleccions de 2003, quan amb la pèrdua de majoria absoluta per part de CiU, el PSC decidí tornar a l'oposició. CiU governà durant la legislatura 2003-2007 amb coalició amb ERC. El 22 de juny de 2004, Corominas renuncià a l'alcaldia i a l'acta de regidor per dedicar-se de forma exclusiva a les responsabilitats de diputat al Parlament de Catalunya i a les pròpies del seu partit. El relleu l'agafà Montse Gatell, qui mantingué el pacte de govern amb ERC, mentre que el PSC encapçalà l'oposició, on també hi havia els grups d'Iniciativa per Catalunya i el Partit Popular.
Les eleccions municipals del 27 de maig de 2007 suposaren un gir polític: per primera vegada des de la reinstauració de la democràcia, Convergència i Unió perdia les eleccions i la llista del PSC encapçalada per Ignasi Giménez Renom es convertia en la primera força política a la vila amb el 41,25% dels vots i un total de 10 regidors, formant govern en solitari. Un altre aspecte innovador d'aquestes eleccions fou la irrupció de l'agrupació d'electors L'Altraveu per Castellar, la qual després de recollir les signatures necessàries per a poder concórrer a les eleccions obtingué dos regidors. Aquesta tendència es mantingué a les eleccions 22 de maig de 2011, quan el PSC, encapçalat de nou per Ignasi Giménez, guanyà les eleccions municipals amb el suport de més del 50% dels votants i obtingué 13 regidors i la majoria absoluta. El principal canvi es produí amb la desaparició del grup municipal d'ERC després de 20 anys consecutius al consistori. L'altre fet remarcable fou la tornada del PP amb dos regidors, després d'haver sortit del consistori l'any 2007. L'any 2015, el PSC, aquest cop sota les sigles Som de Castellar-PSC-CP obtindria de nou majoria absoluta amb 11 regidors, ERC que havia quedat fora del consistori l'any 2011 tornaria al saló de plens i esdevindria segona força amb 4 regidors, Decidim Castellar, una coalició formada per L'Altraveu, Podem, EUiA i Procés Constituent, obtindria 4 regidors i finalment CiU passaria de 4 a 2 regidors, mentre que el PP tornaria a quedar fora del consistori. A les eleccions municipals de 2019 el PSC, tornarà a repetir la fórmula Som de Castellar-PSC-CP amb Giménez al capdavant i tornaria a guanyar les eleccions amb el 48,76% dels vots i 12 regidors, mentre ERC tornaria a ser segona força al consistori amb un regidor més. Per primera vegada desde la reinstauració de la democràcia, no hi hauria una candidatura de CiU i el seu espai electoral l'ocuparia la candidatura liderada per Pau Castellví de  Junts x Castellar, que obtindria els mateixos regidors que CiU quatre anys endarrere però amb un lleuger augment de vots. A destacar, l'espai que des de 2007 havia creat L'Altraveu per Castellar i que posteriorment ocuparia la candidatura Decidim Castellar, no es presentaria aquesta vegada. Aquesta desaparició provocaria que algunes de les persones que havien estat vinculades a L'Altraveu i Decidim s'incorporessin a la llista que presentava per primera vegada la CUP i que obtindria un regidor, mentre que també hi hauria una coalició anomenada En Comú Podem Castellar que integrava membres d'ICV i Podemos que no obtindria cap representant al consistori. Val la pena destacar que C's, que presentava un nou candidat després de superar una disputa interna pel liderat de la llista obtindria representació per primera vegada al consistori mentre que el PP tornaria a quedar-se fora del consistori com ja havia succeït el 2015.

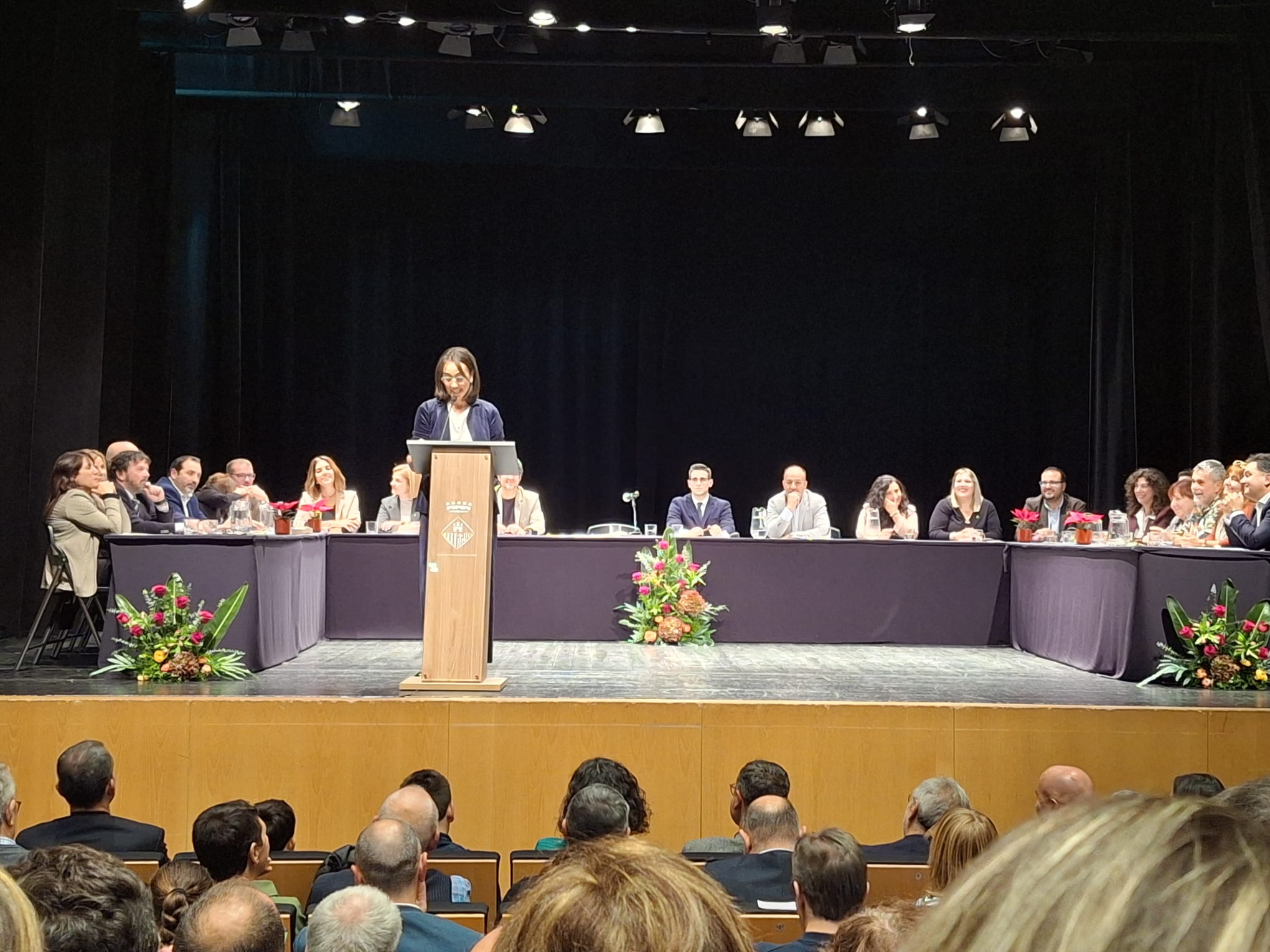
Discurs de presa de possessió de Yolanda Rivera com a nova alcadessa de Castellar de Vallès

 El 2023, el panorama no va canviar massa de les darreres eleccions, i Ignasi Giménez aconseguiria la seva cinquena victòria i quarta amb majoria absoluta. Tot i ser escollit de nou alcalde de la vila, aquesta seria la legislatura més curta de Giménez al càrrec, ja que el 13 de desembre de 2024, uns dies desprès de fer pública la seva renúncia, Giménez seria substituït per Yolanda Rivera, qui anava de número dos a les llistes de Som de Castellar a les eleccions.

### Eleccions municipals
| Candidatura | Candidatura             | Cap de llista           | Vots  | Regidors | % vots |
| ----------- | ----------------------- | ----------------------- | ----- | -------- | ------ |
|             | Som de Castellar-PSC-CP | Ignasi Giménez Renom    | 5.234 | 12       | 47,82  |
|             | ERC                     | Dolors Ruiz             | 1.608 | 4        | 15,33  |
|             | Junts x Castellar       | Joan Juni               | 1.289 | 3        | 11,78  |
|             | CUP                     | Marga Oncins            | 811   | 1        | 7,41   |
|             | ATC                     | Miquel Vilanova         | 694   | 1        | 6,34   |
|             | PP                      | Alícia Garcia           | 499   | 0        | 4,56   |
|             | Vox                     | Jennifer Gonzalez Leyva | 367   | 0        | 3,35   |
|             | Valents                 | Ainhoa Pineda           | 194   | 0        | 1,77   |
|             | Vots en Blanc           |                         | 180   |          | 1,64   |
|             | Vots nuls               |                         | 146   |          |        |
| Total       | Total                   | 12435                   | 12435 | 21       |        |

| Partits                      | 2019        | 2015        | 2011        | 2007        | 2003       | 1999       | 1995       | 1991       | 1987       | 1983       | 1979       |
| ---------------------------- | ----------- | ----------- | ----------- | ----------- | ---------- | ---------- | ---------- | ---------- | ---------- | ---------- | ---------- |
| PSC-PM-Som de Castellar      | 12 (48,76%) | 11 (45,05%) | 13 (50,14%) | 10 (41,25%) | 5 (26,65%) | 4 (23,23%) | 4 (20,53%) | 5(26,52%)  | 5 (28,88%) | 4 (25,26%) |            |
| CiU                          |             | 2 (10,35%)  | 4 (16,84%)  | 7 (27,76%)  | 8 (44,84%) | 9 (48,95%) | 9 (46,40%) | 9 (45,42%) | 9 (47,71%) | 8 (43,61%) | 8 (45,25%) |
| L'AxC                        |             |             | 2 (9,30%)   | 2 (8,86%)   |            |            |            |            |            |            |            |
| PP                           |             |             | 2 (7,45%)   |             | 1 (6,21%)  | 1 (6,54%)  | 1 (8,97%)  | 1 (7,09%)  |            |            |            |
| ERC-AM                       | 5 (22,32)   | 4 (16,45%)  |             | 2 (8,24%)   | 2 (13,17%) | 2 (14,19%) | 2 (14,54%) | 1 (9,24%)  |            | 1 (6,17)   |            |
| ICV-EUiA-EPM                 |             |             |             |             | 1 (7,41%)  | 1 (5,09%)  | 1 (7,91%)  | 1 (8,18%)  | 2 (12,11%) |            |            |
| Junts x Castellar            | 2 (10,53%)  |             |             |             |            |            |            |            |            |            |            |
| Candidatura d'Unitat Popular | 1 (6,06%)   |             |             |             |            |            |            |            |            |            |            |
| Ciutadans                    | 1 (5,39%)   |             |             |             |            |            |            |            |            |            |            |
| Decidim Castellar            |             | 4 (15,29%)  |             |             |            |            |            |            |            |            |            |
| Alianza Popular              |             |             |             |             |            |            |            |            |            | 1 (7,80%)  | 1 (9,42%)  |
| PSUC                         |             |             |             |             |            |            |            |            |            | 3 (15,31%) |            |
| PSC+PSUC                     |             |             |             |             |            |            |            |            |            |            | 8 (47,47%) |
| CC-UCD                       |             |             |             |             |            |            |            |            |            |            | 1 (7,00%)  |

### Alcaldes
La següent llista mostra els sis alcaldes que ha tingut la vila des de la reinstauració de la democràcia.
| Període         | Alcalde                      | Partit |
| 1979–1986       | Miquel Pont Alguersuari      | CiU    |
| 1986–1987       | Josep Arderius Casanovas     | CiU    |
| 1987–1992       | Albert Antonell Ribatallada  | CiU    |
| 1992–2004       | Lluís Maria Corominas i Díaz | CiU    |
| 2004–2007       | Montserrat Gatell Pérez      | CiU    |
| 2007–2024       | Ignasi Giménez Renom         | PSC    |
| 2024–Actualitat | Yolanda Rivera Dueñas        | PSC    |

## Patrimoni arquitectònic i artístic
En el patrimoni arquitectònic i artístic de Castellar del Vallès hi són representats un gran nombre de tipologies edificatòries (equipaments públics, obres d'enginyeria, arquitectura industrial, religiosa, residencial, masies, etc.), tots ells disseminats dins del terme municipal, tant al nucli principal com en els ens de Castellar Vell (el nucli original del poble), Sant Feliu del Racó i Les Arenes.

### Església de Sant Esteve de Castellar del Vallès

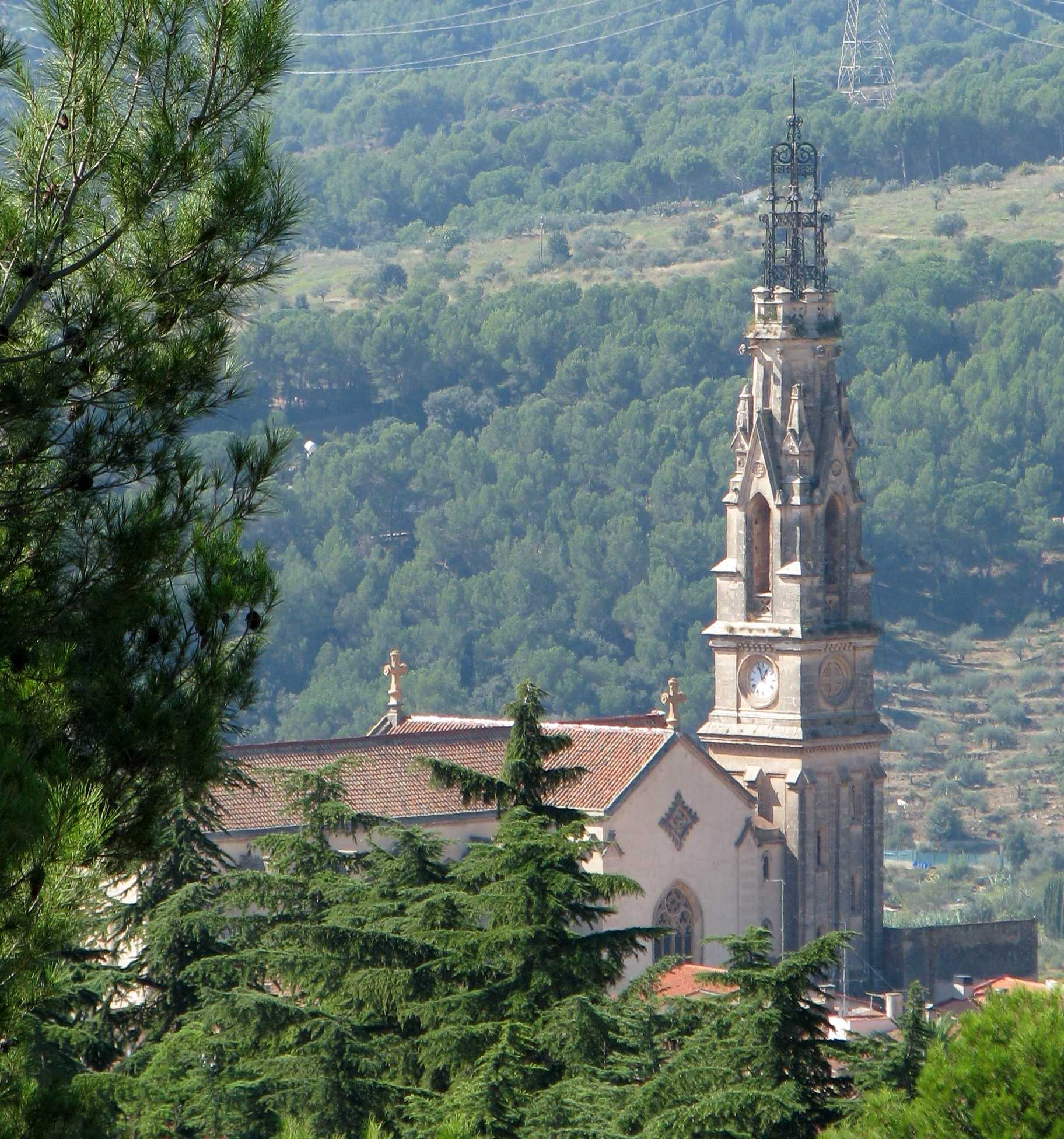
Església de Castellar

També coneguda com a Catedral del Vallès. L'església de Sant Esteve es construeix entre el 1885 i el 25 de juny de 1892. El cost aproximat de la construcció fou d'un milió de pessetes. S'erigeix sobre els fonaments d'una església barroca anterior construïda a finals del segle xviii. Al mateix emplaçament s'hi ha trobat la capella de Sant Iscle i Santa Victòria, segons consta en diferents fons documentals que daten de 1636. L'edifici és d'estil neogòtic afrancesat, i ha esdevingut un dels edificis més emblemàtics a Catalunya d'aquest estil arquitectònic. L'església és de planta de creu llatina i amb campanar d'agulla. A l'interior hi ha pintures murals i un baldaquí que fou restaurat. L'arquitecte és Joan Martorell i Montells, seguidor del corrent neomedievalista, qui perseguia recuperar en l'arquitectura religiosa l'estil de l'època medieval. L'executor de les obres fou Emili Sala i Cortés. L'obra fou finançada per Emília Carles-Tolrà i se la coneix com la catedral del Vallès. La marquesa incidí en el fet que l'església tingués el terra i l'orgue igual que la basílica de la Mare de Déu de Montserrat i segons la llegenda el vespre abans de la consagració de l'esglèsia, ella mateixa va escombrar la nau. Les obres pictòriques foren a càrrec de Pere Borrell del Caso. Durant la guerra civil l'església pateix força desperfectes: es cremen els elements decoratius i es converteix en mercat municipal i centre de reclutament. El 5 de gener de 1952 es consagra el nou altar major en un ofici solemne. Finalment, el 1984 es restaura el rellotge i el campanar, i el 1993 la part exterior.

### Església de Sant Feliu del Racó
Tot i que la documentació més antiga trobada fins ara, data l'església de Sant Feliu del Racó de finals del segle x, descobriments recents realitzats durant les restauracions han deixat al descobert lloses que serien l'ara de l'altar d'època preromànica, per la qual cosa l'església podria ser de principis del cristianisme. De l'església romànica en queda un campanar petit amb dos rengles de finestres i un atri; tot el que falta fou destruït durant el segle xviii per ampliar-ne l'espai. La resta és una construcció moderna (remodelada l'any 1819) d'estil romà d'Orient, amb una sola nau de disset metres de llargada i set d'amplada; a la banda dreta hi ha una torre de planta octogonal amb un segon campanar.

### Església de Sant Esteve de Castellar Vell

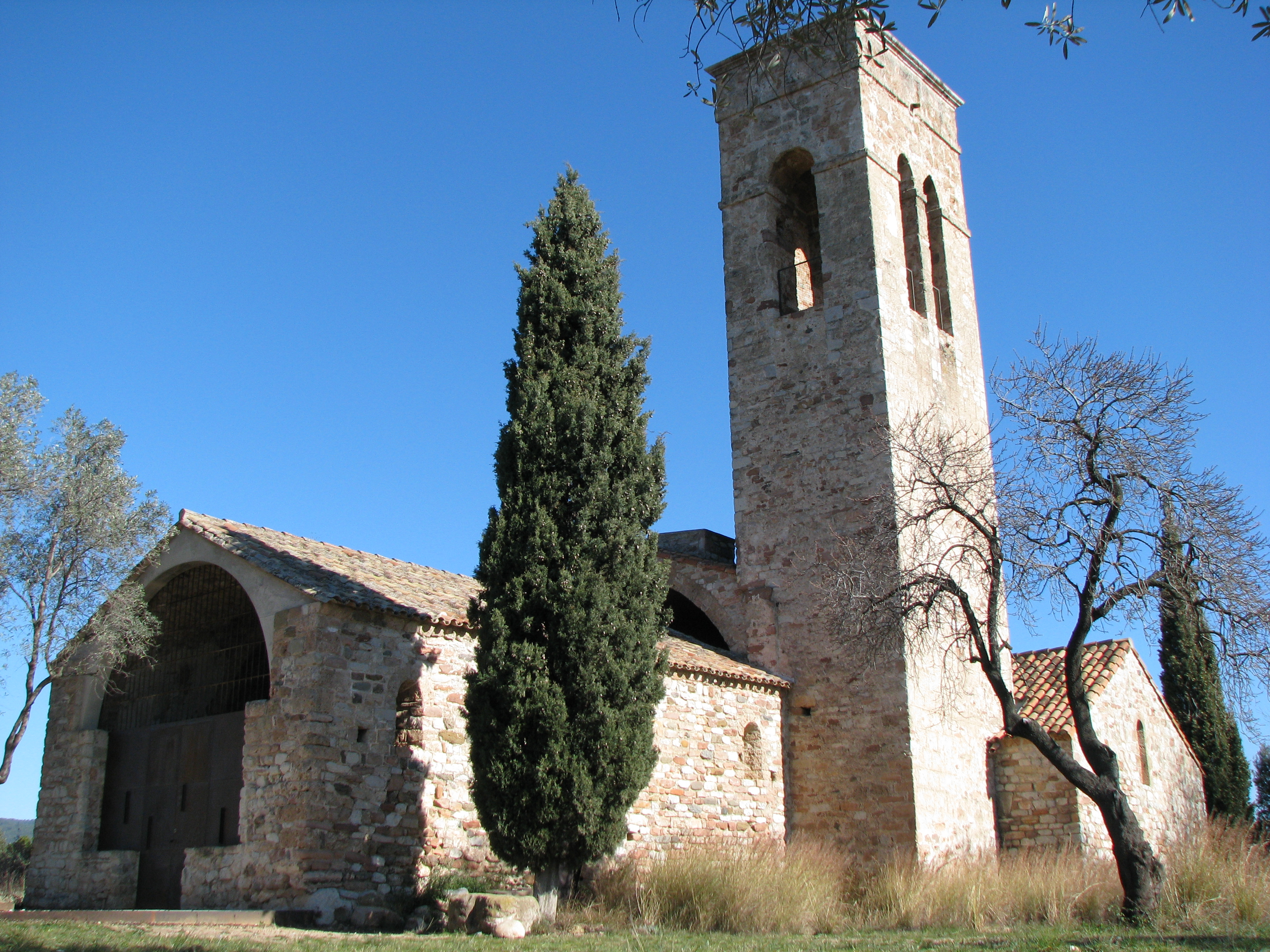
Església de Sant Esteve de Castellar Vell

L'antiga església parroquial de Castellar Vell, una de les dues parròquies fundacionals de Castellar, és entre els torrents de Miralles i de Sant Antoni, just a la dreta del Ripoll. Arquitectònicament és un edifici amb planta de creu llatina que posseeix una sola nau rectangular orientada de ponent a llevant i dividida en dos trams: el de ponent cobert amb una volta de canó, i el de llevant amb una volta de punta d'ametlla. Ambdós trams es lliguen mitjançant un cos trapezoïdal. El campanar és a la façana de migdia, i la sagristia a la banda de tramuntana.
Es considera que formen part del preromànic la banda de ponent de la nau, així com la capçalera trapezoïdal d'un edifici anterior. La volta de canó sobre arcs torals data del segle xi, mentre que la nau de llevant amb creuer, capçalera i la base del campanar daten dels segles xii i xiii. Finalment, el cos del campanar data del segle xvi. Anualment s'hi celebra un aplec el tercer diumenge del mes de maig.

### Palau Tolrà
El palau Tolrà (o casa Tolrà) fou construït a la segona meitat del segle xix com a residència per Josep Tolrà Abellà, metge i fundador de l'empresa de producció de peces de cotó Tolrà. L'arquitecte Emili Sala i Cortés s'encarregà de realitzar el projecte. La data exacta de finalització de les obres no és del tot clara; sembla que les obres de la casa Tolrà, no del palau, comencen cap al 1852, i no és fins al 1887 que comença a denominar-se palau. Arquitectònicament, es tracta d'un edifici de planta baixa i dos pisos i de simetria neoclàssica. La façana està dividida en cinc cossos: el central s'avança una mica respecte als altres i és capçat per una testera d'arc circular. Totes les finestres són arquitravades, amb llindes amb petites decoracions florals. Al davant hi ha un jardí romàntic amb una glorieta octogonal de fusta restaurada on s'organitzen concerts als mesos d'estiu, i sol ser el lloc tradicional on se celebra el ple d'elecció d'un nou alcalde al començament de cada legislatura. Al jardí també hi ha un brollador, algunes jardineres i bancs modernistes, a més d'una pèrgola de ferro colat.
El palau Tolrà fou dissenyat com a edifici de luxe, tant per la seva decoració com pels mobles o el disseny del jardí. En l'actualitat, des de 1994, és la seu de l'ajuntament, i l'alcalde té el seu despatx just al costat de la capella interior que tenia l'edifici antigament. En un edifici annex es troba la comissaria de la policia local de la vila. Des de 1968 fins a 1986 s'usà com a llar d'infants i del 1987 al 1994 fou la primera seu de l'Institut d'Educació Secundària Castellar. El mur que confronta amb els jardins, es va aprofitar als anys 60 com a fonament de la construcció del Popular Garage a la cantonada entre el passeig Tolrà i la carretera de Sentmenat. Les dimensions de l'edifici, que tenien la seva entrada pel carrer Puigvert, causaren un gran impacte entre la ciutadania.

### Castell de Clasquerí

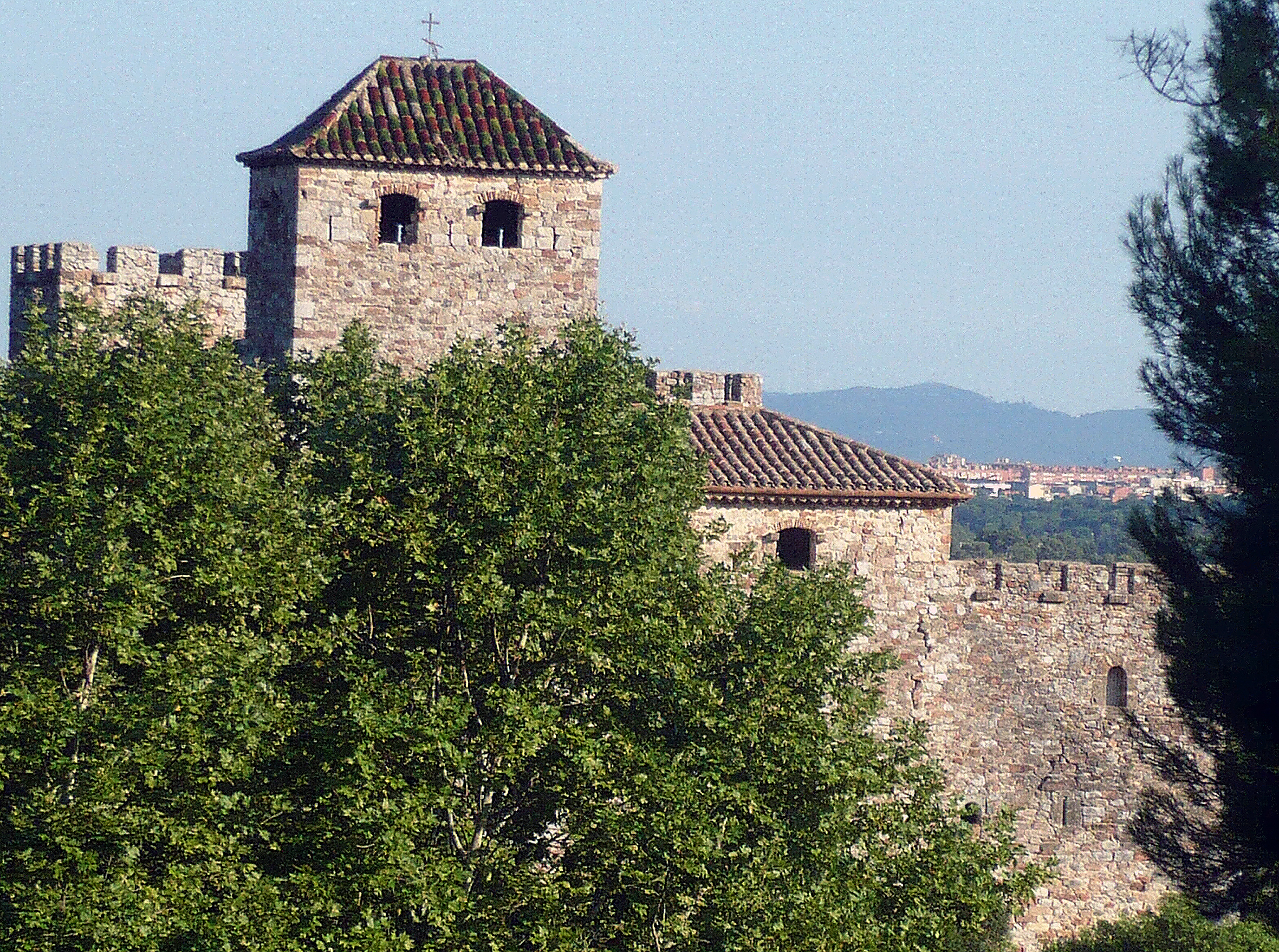
El Castell de Clasquerí o Castell de Castellar

El castell de Clasquerí, conegut també amb el nom de castell de Castellar o dels Clasquerí, és a la riba dreta del riu Ripoll, en un turó a la rodalia de la vila. Sembla que el primer document que es coneix del castell està datat de l'any 1010, tot i que hi ha alguna referència anterior (912) al Castrum Kastellare. Després que la propietat recaigués entre diferents personalitats de l'edat mitjana catalana, l'any 1310, Gastó de Montcada fa donació d'aquest castell a Pere de Clasquerí, començant la nissaga de propietaris del castell que li dona nom. El castell té planta trapezoïdal, dues torres i un pati central amb un pou i les escales per accedir al primer pis. Dues ales afegides i una torre a l'angle el tanquen. L'edifici té planta baixa i dos pisos. L'aspecte actual del castell és el resultat de les reformes fetes per Guerau de Clasquerí el 1335. Altres reformes daten de finals del segle xix i inicis del xx. Queden poques restes del seu origen altmedieval, com l'arc d'entrada de mig punt. Dins del conjunt hi has la capella de Santa Bàrbara, d'una sola nau i d'estil gòtic, amb absis de planta de mig decàgon i elevat a l'exterior amb merlets petits i esglaonats. En l'actualitat, tot i estar en mans privades, al castell s'hi organitzen alguns esdeveniments com congressos i concerts, i s'hi han rodat sèries de televisió com Ermessenda. El castell està catalogat en l'Inventari del Patrimoni Arquitectònic Català i està inscrit en el Registre de Béns Culturals d'Interès Nacional dins la classificació de monuments històrics sota l'identificador 630-MH.

### Capella de la Mare de Déu de Montserrat
La capella de la Mare de Déu de Montserrat fou un desig d'Emília Carles, vídua de Tolrà i gran devota de la verge. Es construeix el 1896 i compleix les funcions d'oratori de les antigues Escoles Pies, habilitades en una antiga foneria i uns corrals. Una de les curiositats de l'obra és que va haver de ser construïda sota el nivell del carrer, ja que hi havia una biga de l'antiga foneria que impossibilitava aixecar el sostre. La façana monumental està decorada amb elements d'inspiració clàssica. El portal enreixat dona pas a la gran arcada. També cal destacar el campanar d'espadanya.

### Ermita de Sant Pere d'Ullastre i Can Santpere
L'ermita de Sant Pere d'Ullastre és una capella rural d'estil romànic datada del segle xii, que està lligada a la masia de can Santpere. Situada a la riba esquerra del torrent de Colobrers, es tracta d'una capella sense ornaments, tot i que destaca una sola nau coberta amb una volta de canó, amb un absis central i la presència de dues absidioles laterals que formen el creuer. Cal destacar l'existència d'un campanar d'espadanya. A l'absis es pot observar una finestra de doble esqueixada i a les absidioles, i igualment l'absis, una cobertura feta amb volta de quart d'esfera. L'absis té pintures murals al tremp dels segles xvii i xviii que han sigut restaurades i que estan dedicades a la Mare de Déu del Roser. L'any 2004 el consistori decidí incloure'l dins del patrimoni arquitectònic municipal.

### Pont Vell
El pont Vell, sobre el riu Ripoll just a la sortida del nucli urbà per la carretera que uneix Castellar amb Terrassa, fou construït l'any 1808, però la seva vida útil s'acaba l'any 1893, quan el municipi construeix el pont Nou, juntament amb la carretera C-1415a. El pont Vell es restaura l'any 2002, just 40 anys després que les riuades de 1962 el malmetessin.

### Puig de la Creu
El Puig de la Creu és un conjunt d'edificis que a la partió entre els municipis de Castellar del Vallès i Sentmenat, a la part més alta del puig del mateix nom, a 664 metres d'altitud. El conjunt està catalogat en l'Inventari del Patrimoni Arquitectònic Català i inscrit en el Registre de Béns Culturals d'Interès Nacional amb la classificació de monuments històrics sota l'identificador 631-MH. Entre ells destaca l'església de Santa Maria del Puig de la Creu, d'estil romànic i datada del segle xii. Com l'ermita de Can Santpere, es tracta d'una capella rural sense ornamentació, d'una sola nau i amb dos absis laterals, tot i que en aquest cas són semicirculars, formant la figura d'un trèvol amb el central. Està dedicada a la Mare de Déu dels Dolors. Es diu que aquesta església és edificada sobre el lloc on la llegenda diu que morí el drac de Sant Llorenç.

### Ermita de Santa Maria de les Arenes
L'ermita de Santa Maria de les Arenes és a l'altra banda del riu Ripoll, just sobre la carretera que condueix cap a Sant Llorenç Savall. L'estructura de la capella consta d'una sola nau, rectangular, amb volta de canó i un absis semicircular amb volta de quart d'esfera. Sembla que s'ha construït en tres fases: 
- 1a: segle xii, correspon a l'absis, la nau i la casa de l'ermita adossada.
- 2a: anterior al segle xiv, correspon a un allargament de la nau i un petit portal.
- 3a: segles xviii-xix, correspon a la construcció d'un atri.

Algunes hipòtesis apunten que l'orde benedictí que manava al monestir de Sant Llorenç del Munt va fer bastir l'ermita entre els segles xi i xii. Existeixen documents que asseguren que l'any 1121 ja era construïda. La Mare de Déu de les Arenes és coneguda popularment com la Mare de Déu de la Galledeta a causa de la galleda de plata que la imatge romànica duia. Sembla que era una pràctica habitual per part dels fidels demanar pluja a la verge en èpoques de sequera. La imatge amb una fruita a la mà dreta i l'Infant a la falda, datada al segle xi, va ser destruïda poc després de l'inici de la Guerra Civil espanyola.

### Torre Balada
L'estil arquitectònic de la torre Balada és vuitcentista. Es tracta d'una casa unifamiliar construïda l'any 1897 per encàrrec del secretari municipal de finals del segle xix, Josep Pallàs, i que no passà a titularitat municipal fins al 1984, quan l'ajuntament la va comprar a la família Pallàs. Des de fa uns anys és la seu de l'Escola Municipal de Música i d'entitats locals vinculades a la música.

### Museu Nacional d'Escacs
Situat a les dependències del Club d'Escacs de Castellar, el museu nacional d'Escacs compta amb una gran quantitat de taulers procedents d'arreu del món com Txèquia, Hongria, Mèxic i Rússia, i una gran quantitat de material didàctic, fotogràfic i bibliogràfic sobre el món dels escacs.

### Can Turuguet
Can Turuguet és un conjunt d'edificacions que integraven un habitatge i una fàbrica tèxtil, propietat de la família Turuguet, situada a la carretera de Sabadell, just a l'entrada del poble. Fou construït entre els anys 1914 i el 1919, amb maó cuit i fou destinat a nau d'indústria de teixits de vellut. Als anys seixanta fou abandonat fins que es recuperà en els anys vuitanta com l'economat dels treballadors de la Tolrà. Tornat a abandonar, posteriorment s'hi instal·là una discoteca, fins que un incendi malmeté molt el conjunt el 1993. A començaments del segle xxi, un acord entre el consistori i l'empresa de restauració Viena van permetre la restauració de l'edifici amb materials que recordaven els originals.

### Cal Calissó
Cal Calissó o Antics Safareigs de la Baixada de Cal Verge és un edifici històric construït durant la segona meitat del segle xvii, i que posteriorment fou ampliada al segle xviii. La casa va viure una reforma entre 1802 i 1807 fins que l'any 1897 es convertí en safareigs públics per l'arquitecte Emili Sala Cortés i del qual en fou la promotora la marquesa de Castellar Emília Carles-Tolrà . L'edifici ha estat catalogat a l'inventari del patrimoni històric, arquitectònic i ambiental de Castellar del Vallès.

### Ca n'Ametller
Ca n'Ametller, també conegut com a Mas de la Serra, és un edifici històric de titularitat privada situat a la part més boscosa de la població. En l'actualitat l'edifici es troba dins de l'inventari del patrimoni històric, arquitectònic i ambiental de la vila. Va ser conegut com a Mas de la Serra fins a finals del segle xv i com a Ca n'Ametller a partir del 1712. En el transcurs dels anys ha donat prohoms destacats, principalment en càrrecs públics i polítics com Francesc Ametller i Perer (1657/1658-1726) polític i jurista borbònic, ministre al Consejo de Felip V d'Espanya i ponent dels decrets de nova planta.

### L'Estevet

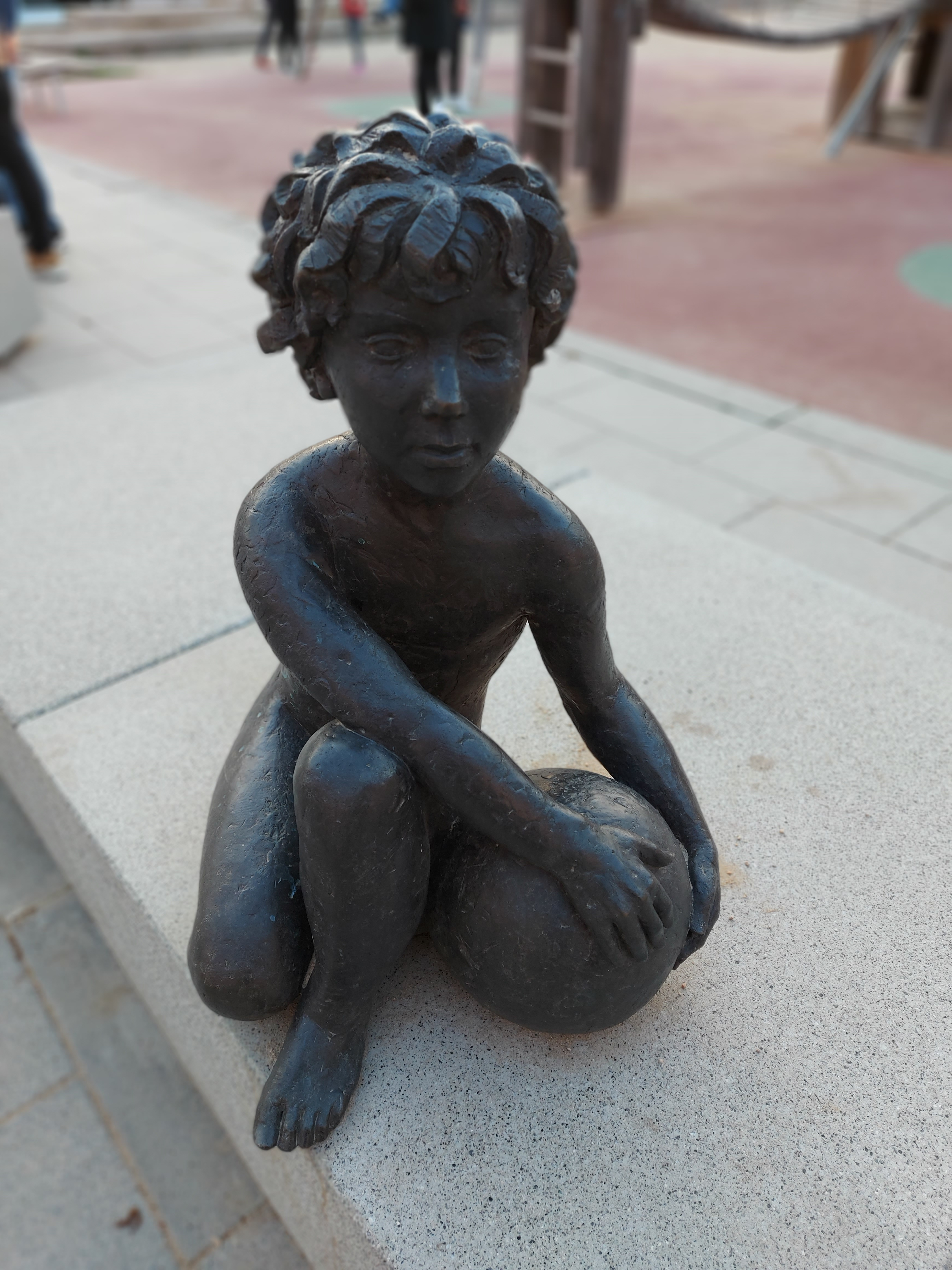
L'Estevet en la seva versió de 2020

L'Estevet, és una figura de bronze situada a la plaça de Cal Calissó de la vila. L'autora de l'obra és l'artista local Mar Hernández Plana, i es tracta d'una escultura que versiona l'estevet original, la figura del qual es va col·locar l'any 1969 just davant de la parada de bus del desaparegut cafè de la Rabassada, i que es va convertir en un emblema del poble durant 30 anys. El primer Estevet era un amoret o putti (un infant nu que simbolitza l'amor humà). Fou batejat popularment com Estevet, per la sorna que se'n feia inicialment de la figuara la qual inicialment va generar part de rebuig. Amb el pas dels anys, però, l'Estevet es va convertir en un símbol de Castellar i, curiosament, la gent s'hi reunia per celebrar les victòries del F.C.Barcelona.
L'escultura original, va anar a parar en un contenidor quan es van fer unes obres, però un ciutadà en va recuperar una part, el cap, ja que la resta havia quedat destrossat i el va guardar durant un temps, per acabar entregant-lo a l'artista de la versió actual. Després d'un procès iniciat l'any 2019, el 26 de desembre de 2020, Diada de Sant Esteve patró de la vila, es va instal·lar la versió actual de l'Estevet una estatua de bronze que pren com a model un nen de déu anys.

## Cultura
Les activitats a Castellar del Vallès comencen i acaben cada any amb la tradicional exposició de pessebres nadalencs a la capella de Montserrat. Des del dia de Santa Llúcia fins a la candelera el Grup Pessebrista de la Capella de Montserrat organitza una exposició amb els diferents diorames elaborats durant tot l'any. El Nadal de 2010, el grup organitzà la 13a biennal Catalana del Pessebre.

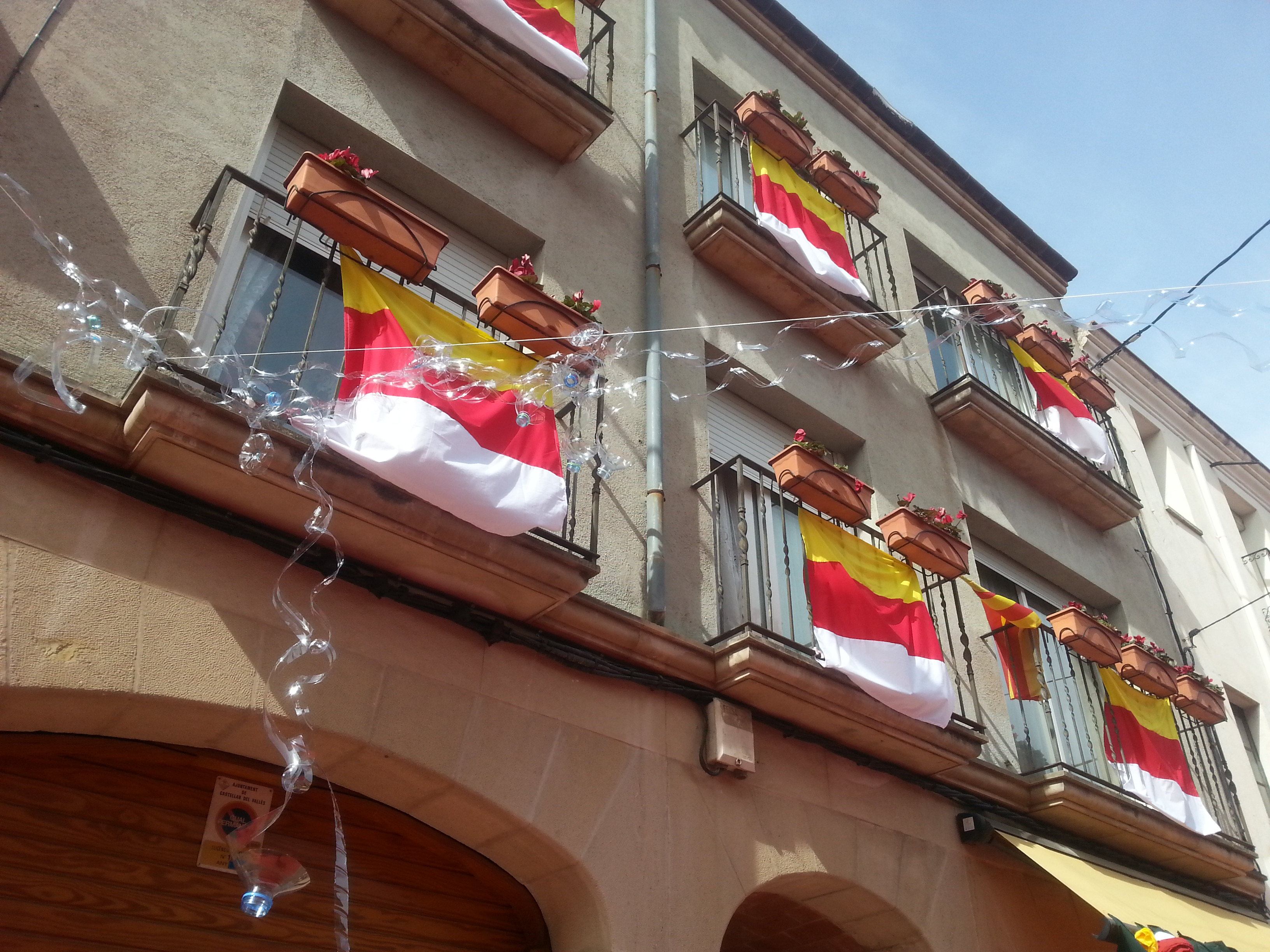
El carrer major durant el Carnaval de 2014

El mes de febrer se celebra el Carnaval amb l'arribada del rei Carnestoltes de Castellar, conegut com a Toltes Papallongues, després d'una votació popular efectuada l'any 2007, i la posterior rua de Carnaval que compta amb una àmplia participació de comparses, així com és tradició que el carrer major s'engalani seguint un tema concret.
Fora de la Festa Major, la principal festivitat de Castellar del Vallès és la Diada de Sant Josep. La tradició marca que cada 19 de març la plaça Major de Castellar s'omple d'una fira d'artesans i de productes de la terra. A la tarda de la diada es reparteix crema catalana entre les persones que visiten la fira.
A principis del mes de maig se celebra la Caminada Popular pels voltants del poble, i el tercer diumenge del mateix mes se celebra l'Aplec de Castellar Vell, que té lloc a l'antiga parròquia de Sant Esteve de Castellar. L'Aplec, que fou recuperat l'any 1979, sol comptar amb les actuacions del ball de gitanes i del de bastons, la participació dels gegants i la celebració d'un concurs culinari d'arrossos.
Durant l'estiu –tradicionalment el mes de setembre– se sol celebrar la Trobada de Puntaires, amb la participació de puntaires d'arreu de Catalunya i, especialment, de la comarca.
Molts d'aquests esdeveniments, van tenir una aturada d'una o dues edicions entre els anys 2020 i 2021 com a conseqüència de les restriccions que es van imposar per evitar la propagació del virus SARS-CoV-2 i de la pandèmia de la COVID-19.

### Festa Major

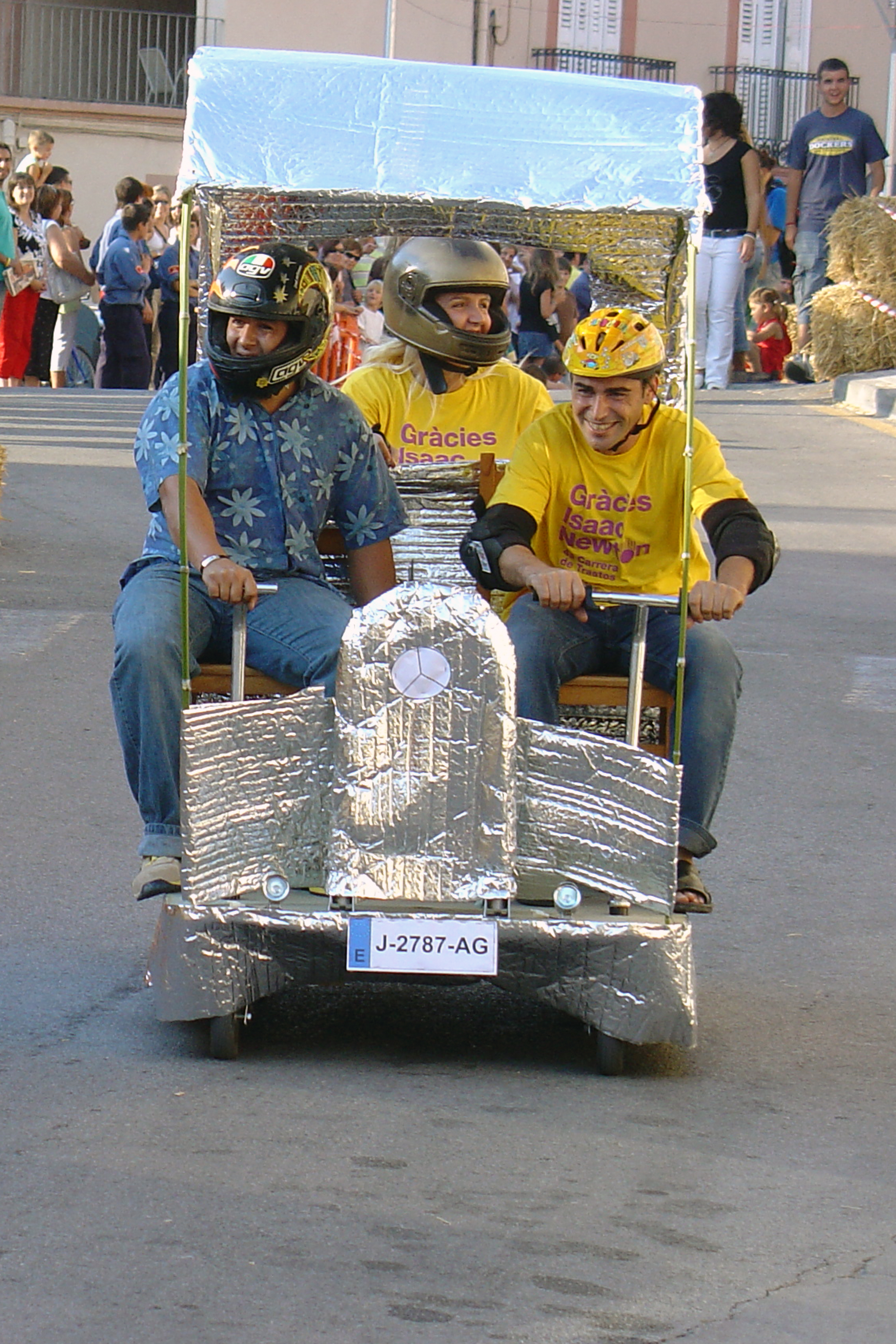
La Cursa de Trastos en la seva edició de 2010

La festa major de Castellar se celebra el segon cap de setmana del mes de setembre. La programació de la mateixa inclou activitats des del dijous al vespre (amb una recepció per part de les autoritats polítiques de la vila a totes les entitats del poble) fins dilluns a la nit. Aquestes dates poden variar en funció de la Diada Nacional de Catalunya. Malgrat que la programació és diversa i varia cada any, hi ha un seguit d'actes que es repeteixen cada any: per exemple, el pregó es realitza al balcó de l'ajuntament el divendres a la nit. En funció del calendari, els partits polítics ofereixen l'ofrena floral de l'Onze de Setembre al carrer de les Roques, concretament a cal Targa, casa on el qui fou president de la Generalitat durant la Segona República, Lluís Companys, va passar diverses estades; es tracta d'un acte institucional que organitza l'ajuntament amb motiu de la Diada. També tenen molta afluència de públic els concerts que s'organitzen durant les nits de Festa Major, especialment el de dissabte a la nit, que se sol considerar el plat fort de la festa. També el dissabte, però a la tarda, s'organitza la Cursa popular. Dos actes han anat guanyant força els darrers anys: per un cantó, el diumenge a la tarda la carrera de trastos, en la qual qualsevol ciutadà amb un vehicle amb rodes sense cap mena de motor ni pedals pot llençar-se a tota velocitat, per les pendents de Castellar; per l'altra banda, les Vilabarrakes, un espai situat a l'Skate Park de Castellar on es munten parades de menjar i beure i on s'organitzen concerts durant tota la nit, pensats especialment per a la gent jove. Des de l'any 1983 i fins al 2007, s'engalanaven els carrers, esdevenint un concurs fins a l'any 2005. Aquesta activitat solia representar un atractiu i un tret de personalitat de la festa. L'any 2020, i com a conseqüència de la pandèmia de la Covid-19, l'ajuntament decideix suspendre la festa major per evitar aglomeracions que poguessin afavorir la propagació del virus.
D'abans de l'etapa democràtica, es coneix que la festa major se celebrava al mes d'agost, sempre el primer diumenge després de la Mare de Déu d'Agost, i que un dels esdeveniments era la Gran Becerrada, una cursa de braus amb tres toros i tres toreros locals que es realitzava en una mena de placeta al final del carrer Puigvert, al darrere de l'Estaca.

### Mites i llegendes
Segons les llegendes populars, Castellar del Vallès fou conquerida pels àrabs, els quals amagaren un drac terrible en una cova propera al cim de la Mola com a mecanisme de defensa de les intrusions cristianes. Una vegada, les tropes musulmanes es bateren en retirada, i no es van endur amb elles el rèptil alat, sinó que l'abandonaren a la seva sort en el mateix lloc on l'havien amagat, lloc que en l'actualitat es coneix com la Cova del drac (al terme municipal de Matadepera). Sol i famolenc, el drac vaguejava per les muntanyes de Sant Llorenç del Munt, fins que arribà al nucli de la vila, on devorava els castellarencs que trobava al seu pas. Arribà a un punt que el drac tenia atemorida tota la població, i el comte de Barcelona –algunes versions diuen que fou Guifré el Pelós en persona– es va veure obligat a enfrontar-s'hi. En un combat cos a cos, el drac resultà ferit de mort i va fugir direcció al Puig de la Creu –el lloc amb més alçada de Castellar– i allà morí. La llegenda segueix assegurant que, anys després, allí on fou ferit el drac s'hi construí un convent de monjos (l'actual monestir de Sant Llorenç de Munt) i allí on fou ferit un convent de monges (l'església de Santa Maria del Puig de la Creu, datada del segle xii), que també allotjava a dones, el pare o marit de les quals estava lluitant a les croades.

### Mostra d'Oficis Artesans
Mostra biennal que es realitzà a Castellar des del 1983 i que pretenia recuperar els oficis artesans que actualment ja s'han perdut o estan a punt de perdre's com el treball dels artesans, amb eines, maquinària i tècniques que havien quedat obsoletes. Va esdevenir un dels esdeveniments socials de més importància de la vida social castellarenca, no tan sols pel significat de la festa com a recuperació de la memòria històrica, sinó per la repercussió que va tenir arreu del país. El darrer cop que es va realitzar aquesta mostra va ser l'abril del 2009.

### Setmana del Pallasso
La Setmana del Pallasso era un festival de teatre que reivindicava la figura del pallasso i que se celebrava anualment a Castellar del Vallès entre els mesos de febrer i abril, en funció de les dates de Setmana Santa. Era una iniciativa pensada per reivindicar la figura del més entranyable dels personatges humorístics de l'espectacle amb activitats diverses que giren al voltant del món del pallasso, la seva història, els seus espectacles, la seva tècnica, el seu entorn, etc. L'estructura del festival es basava en tres branques que sustentaven un objectiu únic i que són formació, informació i diversió.
La primera edició de la Setmana del Pallasso es va celebrar l'any 2003. Des d'aleshores, cada any es va anar celebrant fins a 2014 incorporant diferents companyies al festival. L'any 2006 s'inaugurà una carpa a la plaça Calissó, on es feren un gran nombre d'espectacles. A partir de 2008, la Setmana del Pallasso manté el lema Cada dia un espectacle, cada dia una rialla, ja que la programació aconseguí, com a mínim, mantenir un espectacle diferent en diversos espais de la ciutat vallesana: la carpa de la plaça Calissó, l'Ateneu, la Sala Blava de l'Espai Tolrà, la Biblioteca Antoni Tort, el bar Calissó Art i l'Espai Tolrà, a més dels espectacles de carrer.

### BRAM!
El BRAM! és la mostra anual de cinema de Castellar del Vallès. La iniciativa neix l'any 2009, i té com a objectiu fomentar el cinema independent, d'autor i de contingut social al públic castellarenc i del Vallès Occidental. La mostra sol incloure la projecció de llargmetratges i curtmetratges internacionals i de qualsevol gènere, i una de les premisses del mateix és que siguin d'estrena o que hagin passat fugaçment per les sales comercials de la comarca. El nom del festival està lligat a la memòria col·lectiva dels castellarencs, ja que Bram era com es coneixia popularment a la sirena de Can Barba, que avisava els treballadors del canvi de torn de l'empresa tèxtil Tolrà. En la secció de concurs s'atorga el Premi Especial del Públic, que es decideix mitjançant les votacions dels espectadors assistents. El premi fa referència a un producte típic de la vila, ja que el director de la pel·lícula guanyadora de la mostra rep 20 sacs de mongetes del ganxet.
El centre neuràlgic del festival sol ser l'Auditori Municipal Miquel Pont, encara que en la primera edició aquest fou l'Espai Tolrà davant la incapacitat de fer-ho en l'auditori, que estava en procés de reforma. En les edicions fetes fins avui en dia els guanyadors de la mostra han sigut:
- 2009: Young@Heart de Stephen Walker[182]
- 2010: Looking for Eric de Ken Loach[180]
- 2011: Pa negre d'Agustí Villaronga[179]
- 2012: La voz dormida de Benito Zambrano[183]
- 2013: La parte de los ángeles, de Ken Loach[184]

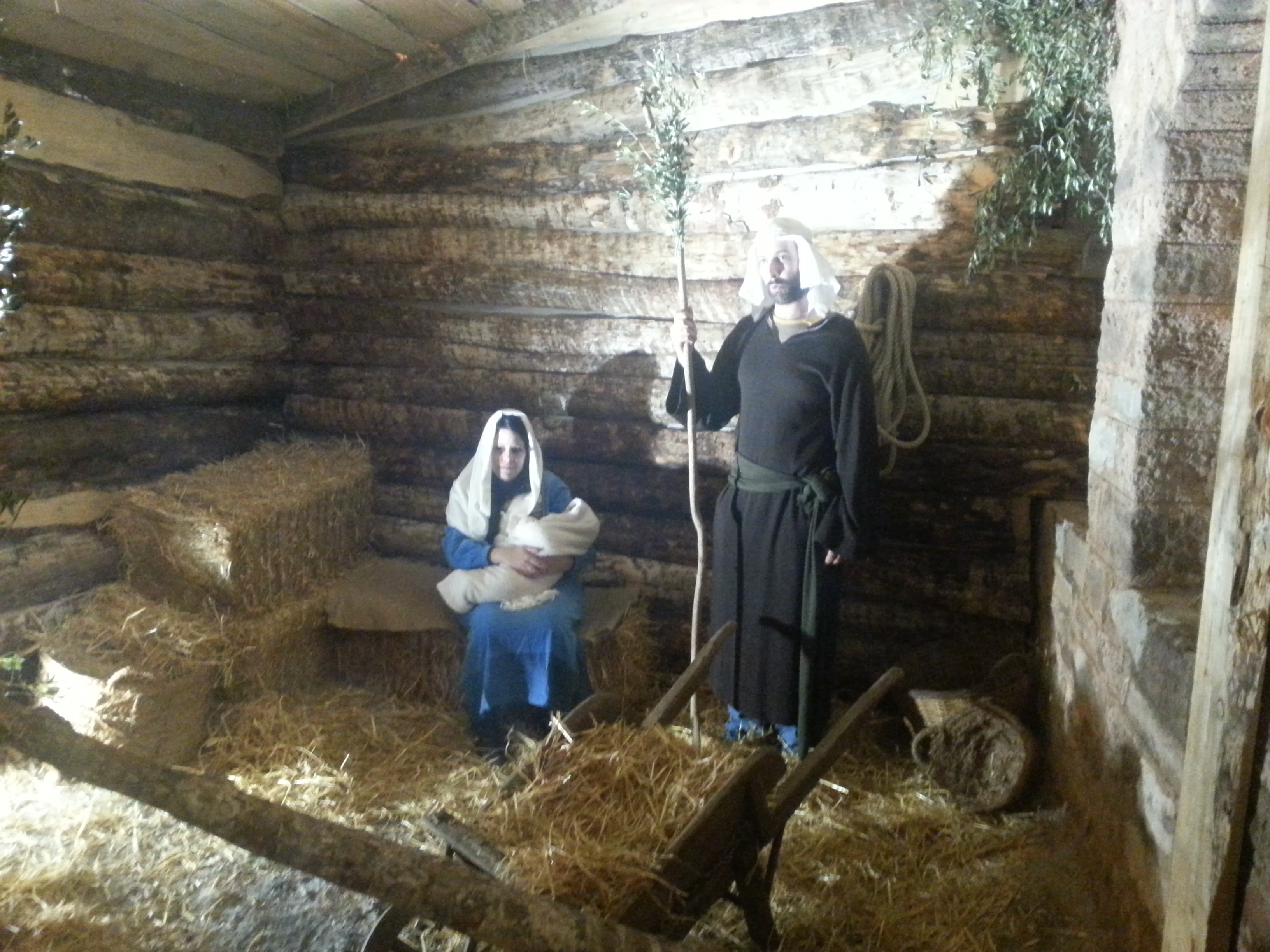
Quadre del naixement de Jesús al pessebre vivent de Sant Feliu del Racó

- 2014: Vivir es fácil con los ojos cerrados de David Trueba[185]
- 2015: Pride (Orgull) de Matthew Warchus[186]
- 2016: Truman de Cesc Gay[187]
- 2017: Jo, Daniel Blake de Ken Loach[188]
- 2018: Loving Vincent de Dorota Kobiela i Hugh Welchman[189]
- 2019: El silencio de otros d'Almudena Carracedo i Robert Bahar[190][191]
- 2020: Especiales d'Olivier Nakache i Eric Toledano[192]
- 2021: Maixabel d'Icíar Bollaín[193]
- 2022 Mediterráneo de Marcel Barrena[194]
- 2023: Argentina 1985 de Santiago Mitre[195]

### Pessebre Vivent
Des de l'any 2010, i coincidint amb les festes de Nadal, a Sant Feliu del Racó es realitza un pessebre vivent. La primera edició va comptar amb 40 persones i es representaven els quadres religiosos més coneguts, a partir d'aleshores i en les tres edicions posteriors s'ha anat incorporant personatges i escenes d'oficis (cistellaires, pescadors, ferrer, fuster, llenyataires...) simulant la quotidianitat d'un poble del segle i combinades amb quadres típics del pessebre com l'Anunciació o el Naixement.

### Gastronomia

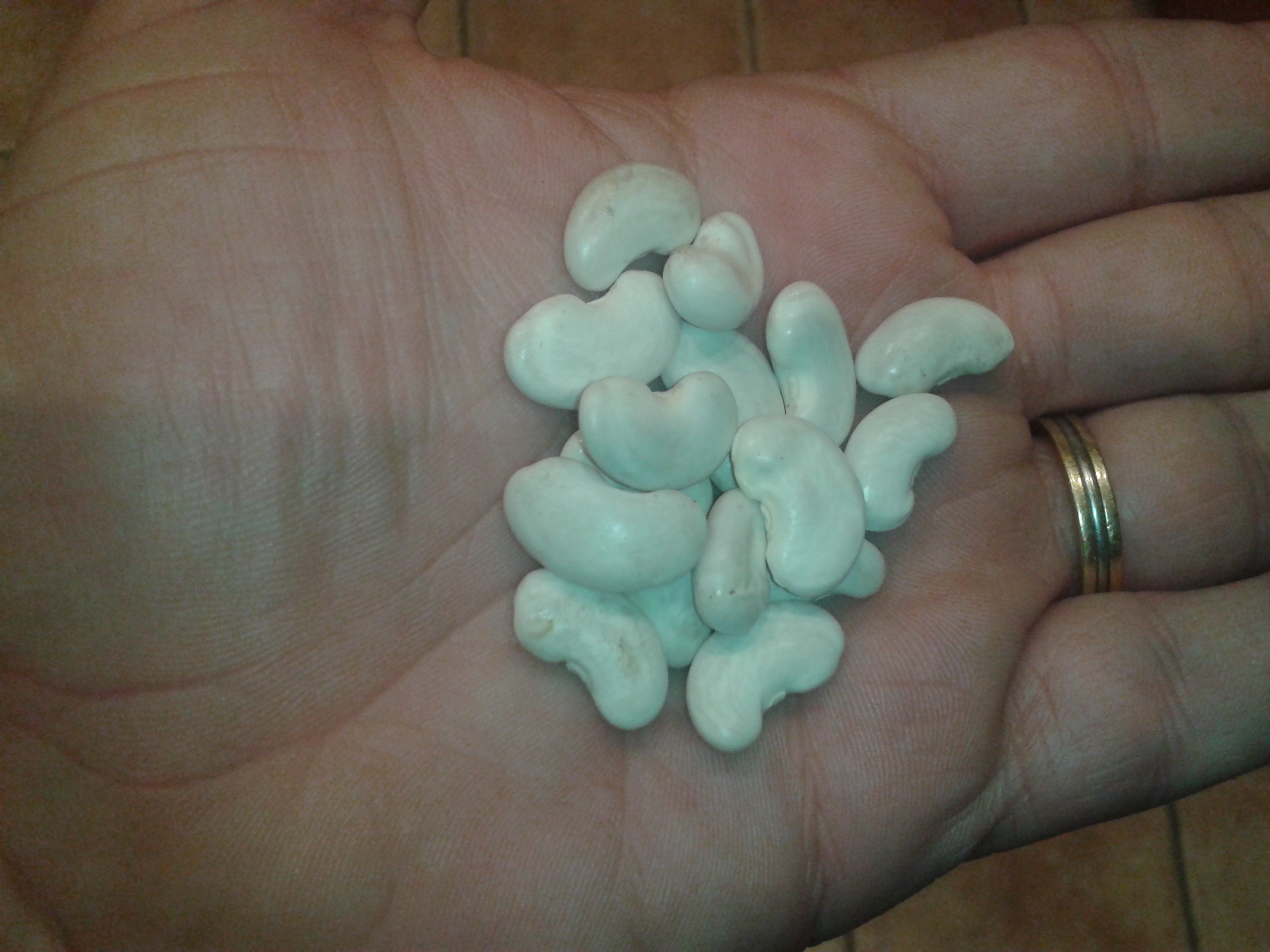
Un grapat de mongetes del ganxet

El plat més conegut de Castellar del Vallès i, probablement, amb major renom gastronòmic són les mongetes del ganxet. Aquest llegum, que pertany a l'espècie Phaseolus vulgaris, apareix citada per primera vegada a la literatura a finals del segle xix, en la qual s'explicita que el seu origen era a Castellar. Posteriorment, el seu conreu s'expandiria pel Vallès Occidental i el Vallès Oriental. La mongeta del ganxet de Castellar del Vallès té la denominació d'origen Mongeta del Ganxet Vallès-Maresme o Fesol del Ganxet Vallès-Maresme concedida pel departament d'Agricultura, Alimentació i Acció rural mitjançant una resolució administrativa del conseller publicada al DOGC el 23 d'abril de 2007 i amb un reglament que desenvolupa la resolució on s'especifiquen els municipis corresponents a la zona de producció, elaboració i envasat de la Denominació d'Origen Protegida, entre els quals hi ha Castellar. El conreu de la mongeta del ganxet es desenvolupa en algunes masies de la vila. Bienalment, Castellar celebra una mostra gastronòmica amb la representació de tots els restaurants de la vila i alguns de la comarca.

### Esport
Els principals esdeveniments esportius que s'organitzen al municipi solen estar relacionats amb el món de l'atletisme. En aquest sentit, hom pot destacar el Memorial Pere Hernàndez, la Cursa Popular de Castellar (que se celebra durant la festa major), la Pujada i Baixada a Can Cadafalch i la Milla urbana de Castellar. L'any 2007 la vila fou escollida Ciutat del Bàsquet Català. Cada any per l'abril se sol celebrar l'Speed Fest, una trobada custom de cotxes americans, que inclou curses per algunes de les vies de la vila.
Castellar del Vallès no té cap equip en categoria professional; hi ha, però, dos castellarencs que han participat en el Campionat del món de motociclisme: un d'ells, Dani Pedrosa, ha sigut campió del món de 125cc i dues vegades de 250 cc, i l'altre, Carmelo Morales, ha participat en diferents Grans Premis del campionat del món de Moto2 i ha sigut campió d'Espanya i d'Europa en diferents ocasions. Un altre esportista destacat és el biker Alan Rovira quatre vegades campió del món, quatre vegades campió d'Europa i dotze vegades campió d'Espanya de trial en la seva categoria i el ciclista Oriol Alcaraz que ha estat 14 vegades campió de Catalunya.

#### Clubs esportius

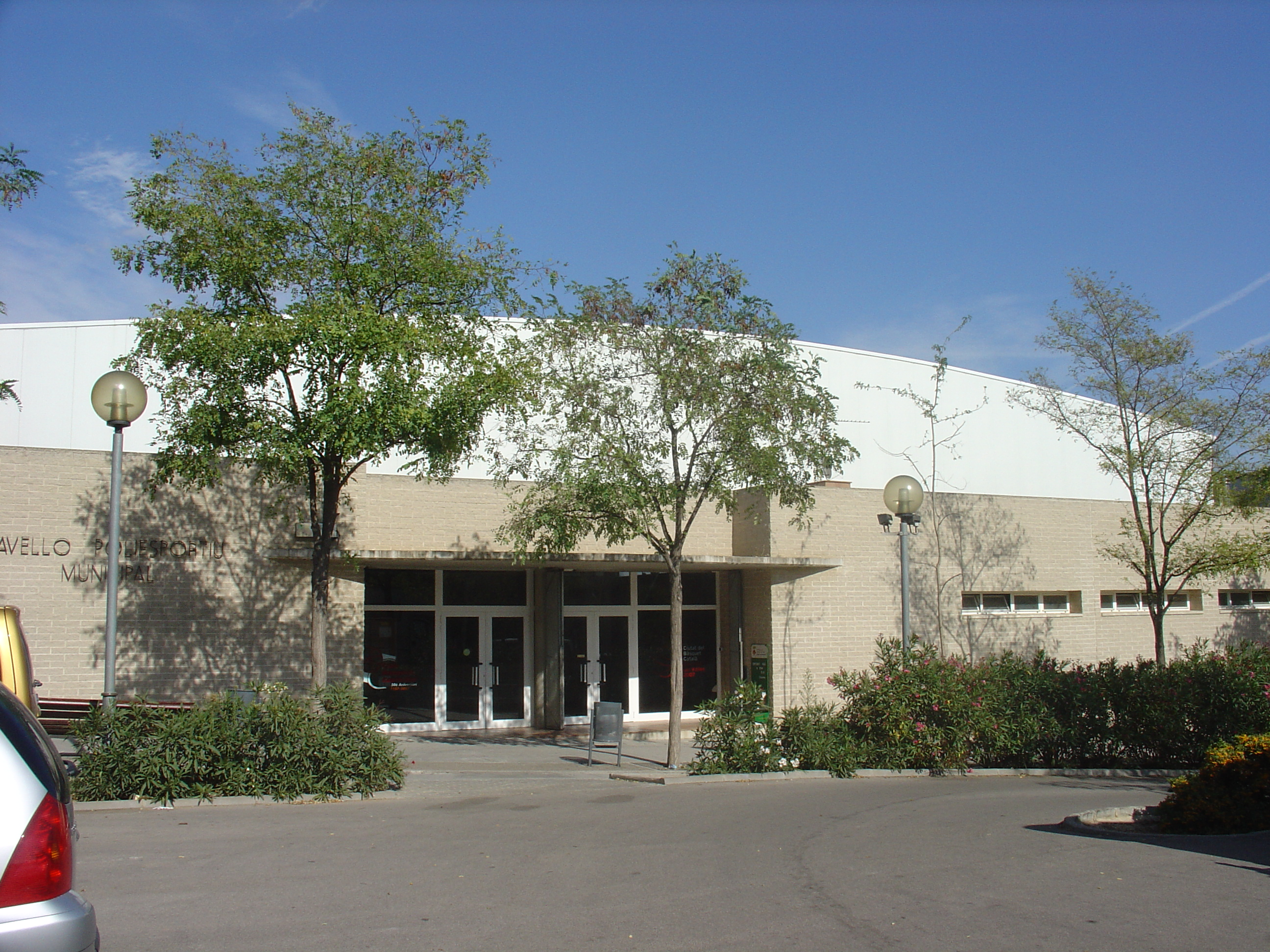
El pavelló Puigverd on juga el CB Castellar

Els clubs esportius de la ciutat són els següents:
- Unió Esportiva Castellar: és el club de futbol de la ciutat. Es fundà l'any 1911 com a Agrupació Esportiva Castellar,[208] tot i que el nom actual prové de la fusió feta l'any 1953 d'aquest amb la U.E. Tolrà. La U.E. disputa els seus partits a l'estadi Pepín Valls.[209]
- Club Bàsquet Castellar: és el club de bàsquet de la ciutat. Fundat el 1957, juga els seus partits al pavelló Puigverd. L'any 2007, aconseguí que Castellar fos la Ciutat del Bàsquet Català.[201]
- Club Patinatge de Castellar del Vallès: és una entitat esportiva dedicada a la promoció i competició del patinatge artístic sobre rodes. Es va fundar el 1980, i els seus patinadors entrenen al pavelló Joaquim Blume.[210][211]
- Club Atlètic Castellar: és una entitat esportiva dedicada a l'atletisme. S'inicià el 1974 amb el nom d'Associació de Pares del Col·legi El Casal. El 1978 va passar a denominar-se Club Atlètic El Casal i finalment l'any 1983 adopta el nom de Club Atlètic Castellar. Té la seu a les pistes d'atletisme de la vila, situades al marge dret de la ronda Tolosa.[3][212]
- Hoquei Club Castellar: és el club d'hoquei patins de la ciutat. Es va fundar l'any 1999 i l'any següent debutava competitivament. Disposa de 17 equips i aproximadament 160 jugadors. El club disputa els seus partits al pavelló Dani Pedrosa. La temporada 2009-2010 l'equip aleví es va proclamar campió de Catalunya i subcampió d'Espanya.[213]
- Futbol Sala: a Castellar del Vallès hi ha dos clubs de futbol Sala, el Futbol Sala Castellar i l'Athletic 04 Castellar Futbol Sala, que juguen els seus partits al Pavelló Joaquim Blume.[214][215]
- Club d'Escacs Castellar: fundat l'any 1946, organitza diferents torneigs d'escacs a la vila, així com participa en els principals torneigs nacionals.[216]

## Mitjans de comunicació

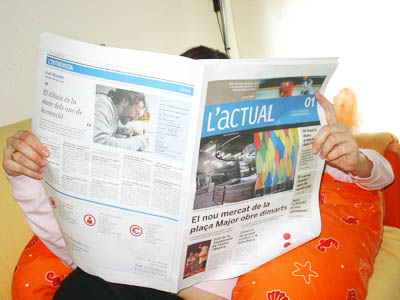
Una persona llegeix l'Actual de Castellar del Vallès.

### La Farga
La Farga, subtitulat Setmanari Castellerenc, constitueix un testimoni social del període comprès entre 1933-1938 i la publicació que va fer realment el paper d'òrgan de comunicació popular, aprofundint en els problemes socials, i a més sense competència. D'ideologia clarament catalanista, l'objectiu era, tal com deien en l'editorial del primer número publicat, "ser el setmanari de Castellar", enaltir el poble i difondre el catalanisme. L'equip de redacció estava representat per persones de totes les tendències polítiques, cosa que va donar a la publicació un aire políticament plural i que va motivar que en alguna ocasió, sobretot en els últims temps, passés per la censura. El nom de la publicació és escollit en un concurs públic, realitzat el gener de 1933, quan es reparteix una butlleta a les diferents cases de la vila per què tothom qui volgués, pogués col·laborar en l'elecció. De les 172 propostes rebudes amb 150 noms proposats, és escollit el que havia tingut més adeptes (3 castellarencs coincidiren en escollir el nom): La Farga. Antònia Buixadé va fer aquesta publicació sobre el setmanari.
Se'n publiquen 270 números, el primer dels quals surt el 3 de març de 1933 i l'últim el 29 d'abril de 1938, i la seva periodicitat és setmanal, amb un número cada divendres. El format és de 4 pàgines, en català. El preu de venda l'exemplar és de 20 cèntims i la subscripció mensual 60 cèntims; el gener de 1938 s'apuja el preu a 50 cèntims i 1,50 pessetes, respectivament. La redacció es reuneix cada diumenge a la mateixa impremta on es fa la publicació. El consell de redacció estava format membres de la Joventut de la Lliga; d'Esquerra Republicana de Catalunya; i persones independents, i tingueren com a col·laboradors a Josep Vives Borrell, Marià Ventura, el poeta sabadellenc Amat Gasolbas, Josep Samaranch, amb el pseudònim Xaff, Lluís Canet, Alfons Gubern, Miquel Santasuana com a cronista local, J. Carner Germà, Lluís Canet, Quirze Morera, Marià Sanarau, etc. La publicació aconsegueix arribar als 400 exemplars, en una població que rondava els 4000 habitants. La Guerra Civil, i la marxa a files de membres de la redacció i la impremta suposaren la desaparició. El Centre d'Estudis i Arxiu de Castellar va digitalitzar tots els números i es poden consultar i fer cerques per internet.

### La Forja
El setmanari La Forja, fundat el 1946, fou un dels setmanaris amb més tradició de Castellar del Vallès. De caràcter privat, es publicava cada divendres, amb una tirada que rondava els 1.000 exemplars i els 2.000 lectors. L'any 2015, però, el setmanari ha de tancar com a conseqüència de la crisi econòmica, i en conseqüència publicitària, i les retallades per part de les administracions.

### Ràdio Castellar
L'únic mitjà de comunicació no escrit de la vila és Ràdio Castellar. Fundada el 30 de juny de 1981 emet per la freqüència 90.1 FM i forma part de la xarxa d'emissores locals de COM Ràdio i de la Federació de ràdios locals de Catalunya. La ràdio té una audiència d'aproximadament 2.700 oients mensuals.

### L'Actual
L'Actual és un mitjà de comunicació municipal escrit, de periodicitat setmanal, que surt tots els divendres entre els mesos de setembre a juliol. Veu la llum el 2008 i substitueix l'antic Casa de la vila. El 2010 el mitjà engegà un portal de notícies en línia, l'Actual.cat, que comparteix molts dels continguts amb Ràdio Castellar i que dona prioritat a la interactivitat. Té una tirada de 5.000 exemplars setmanals i es reparteix de franc a través dels comerços de la vila.

### L'Esportiu
Setmanari editat per l'entitat Llengua i Esport Castellarenc, que fa ressò de l'amplíssima activitat esportiva del municipi de Castellar del Vallès. És un setmanari que acostuma a sortir els dimecres.
A l'any 2015 el setmanari també es deixa de publicar.

### 7 Dies Vallès
Setmanari de distribució gratuïta que es publica a Castellar i que recull informacions generals, comercial i de serveis del municipi. Aquest setmanari també desapreix a l'any 2015.

### Castellar TV
El 21 de novembre de 2012 iniciava les seves emissions Castellar TV. El projecte, que s'havia iniciat temps enrere, va intentar aconseguir una llicència per emetre en format analògic o digital, però davant les dificultats d'aconseguir llicències es va decidir per les emissions en streaming.

## Entitats
Castellar del Vallès és un municipi amb un alt teixit associatiu que participa activament en la vida de la ciutat. Hi ha més de 100 entitats dedicades al lleure, la cultura, l'esport, la cooperació, l'associacionisme, els joves, els infants o la gent gran, entre d'altres. Entre aquestes es poden destacar el Grup Pessebrista de la Capella de Montserrat (responsables de l'organització anual d'una exposició amb els diferents diorames elaborats durant tot l'any), l'Assemblea de Joves de Castellar del Vallès, l'Associació de comerciants i empresaris, la Banda i Majorettes de Castellar del Vallès, l'Asociación Cultural Andaluza, Aires Rocieros Castellarencs, etc.

### Partits polítics

#### L'Altraveu per Castellar

Logotip de L'Altraveu per Castellar

L'Altraveu per Castellar, popularment conegut com L'Altraveu, és un partit polític d'àmbit estrictament castellarenc creat com a tal el 2011. La ideologia és oberta i diversa i les preocupacions són el medi ambient, els temes socials, la cultura i l'educació. Forma part de les Candidatures Alternatives del Vallès i això els permet tenir representació al Consell comarcal. El partit nasqué l'any 2007, i es presentà a les eleccions municipals com a agrupació d'electors. Fou la primera candidatura en la història de Castellar en usar aquest format. El 2011 repetiria candidatura, mentre que el 2011 es presentaria dins de la candidatura Decidim Castellar que impulsaria el propi partit. a les eleccions de 2019, la candidatura de Decidim Castellar decidiria en assemblea no repetir candidatura, i per això no hi hagué cap candidatura en la que l'Altraveu estigués inclosa, tot i que alguns membres del partit formarien part de la llista de la CUP.

##### Altres agrupacions
A més a més de L'Altraveu, també tenen agrupacions locals el Partit dels Socialistes de Catalunya, Convergència i Unió, Esquerra Republicana de Catalunya, Partit Popular, Iniciativa per Catalunya, Ciutadans, Solidaritat Catalana per la Independència i Reagrupament.

### Esbart Teatral

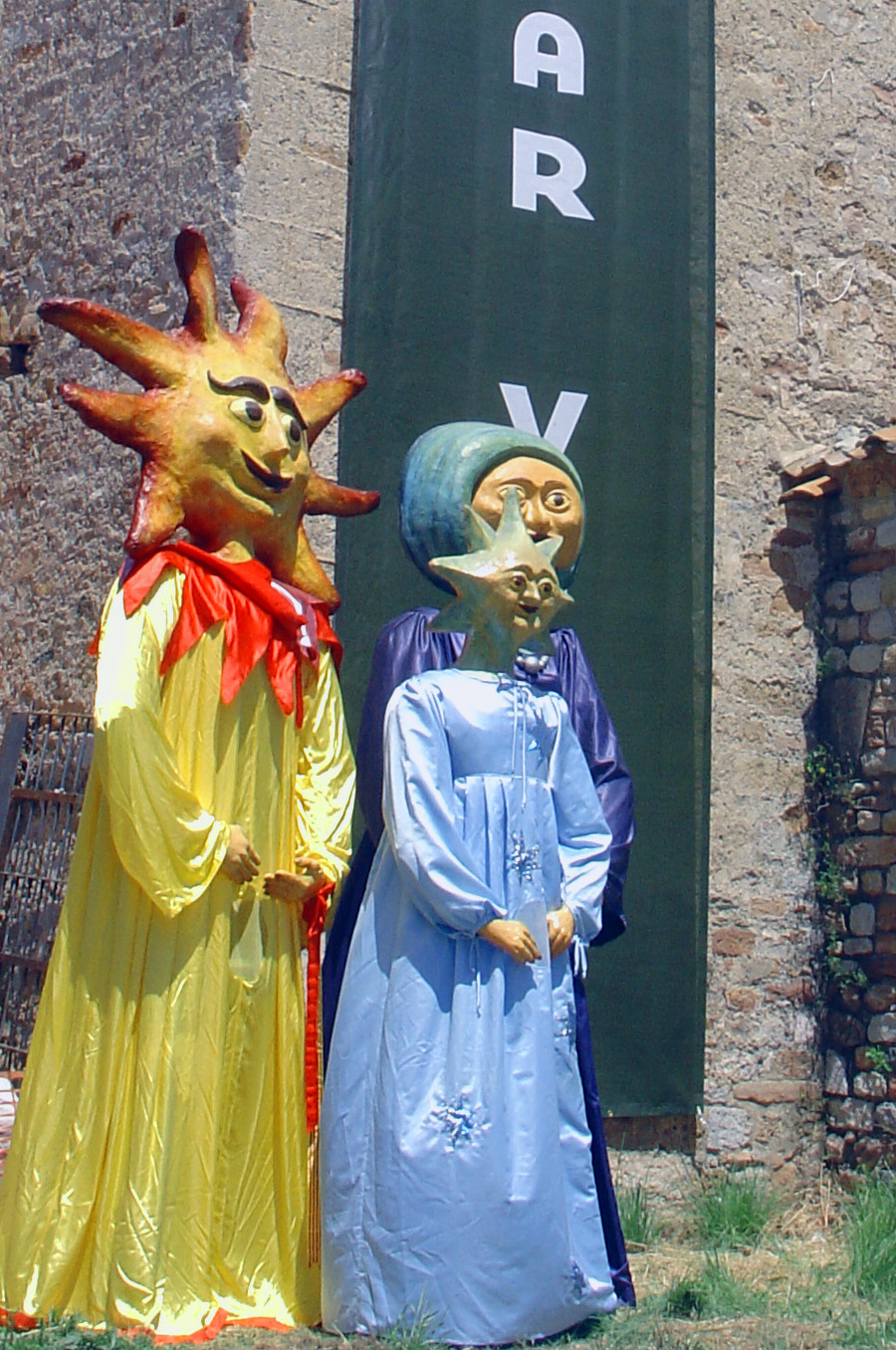
Els gegants de l'Esbart teatral a l'aplec de Castellar Vell

El cafè de Cal Sardanet, que existia des de 1880, es va convertir en el centre castellarenc o Ateneu l'any 1915. L'edifici fou comprat el 1952 pel grup Valls i Taberner i es reinagura el 1953. De l'Ateneu es van crear diferents grups com la Coral Llaç d'Amor, el Teatre de nois, i l'Esbart Teatral de Castellar del Vallès. La seva gran contribució ha sigut la preservació i promoció de l'art escènica i l'impuls de diverses manifestacions de la cultura popular i tradicional. Compta amb un grup de teatre, una colla gegantera, una colla de diables (amb una secció infantil anomenada Espurnes), grallers i d'altres. L'any 2011 li fou atorgada la Creu de Sant Jordi.

### Cos de Bombers Voluntaris
El Cos de Bombers Voluntaris de Castellar neix l'any 1960 quan un grup de propietaris decideixen formar un grup de Prevenció i Extinció d'Incendis Forestals arran d'un greu incendi al Sot de Goleres, tot i que fins a l'any 1984 no formen part del Cos de Bombers Voluntaris de la Generalitat. En l'actualitat compten amb el Parc de bombers del Pla de la Bruguera, inaugurat l'any 2002. Les seves actuacions es realitzen tant al mateix territori de Castellar com fora dels límits municipals, com per exemple la que van dur a terme durant el foc de Sant Llorenç Savall l'any 2003.

### Ball de gitanes
El grup de la vila que realitza el ball de gitanes fou fundat l'any 1975, tot i que aquest ball és conegut a Castellar des de mitjans del segle xix. El grup organitza activitats de divulgació d'aquesta dansa amb músiques pròpies (masurca de Castellar, pas, entrada de ball, xotis, pas de Rubí, contradansa, jota i polca). Entre les activitats hi ha l'organització d'una ballada anual que té lloc el tercer diumenge del mes de març, la seva presència a la Festa Major de la vila i a l'aplec de Castellar Vell, i una ballada anual a Montserrat.

### Ball de bastons
El Ball de bastons de Castellar del Vallés és una entitat dedicada a la preservació del ball de bastons a la vila. Una de les principals activitats de l'entitat és la transmissió de la tècnica d'aquesta dansa combinada amb ballades al poble i a diferents contrades, especialment a la comarca, esdevenint un referent d'aquesta activitat al Vallès Occidental.

### Penyes esportives
Entre les penyes esportives destaca la Penya Barcelonista Solera de Castellar del Vallès, fundada l'any 1952, i que és actualment la penya barcelonista més antiga en actiu. L'any 2002, durant la celebració del seu 50è aniversari, l'aleshores president del FC Barcelona, Joan Gaspart, va descobrir una placa commemorativa a la plaça Emili Altimira de la ciutat. Per una altra banda hi ha la Penya Blanc-blava de Castellar, que l'any 2011 organitzà la trobada de penyes del RCD Espanyol a la vila, amb la presència de l'aleshores president Daniel Sánchez Llibre.

### Centres educatius
Castellar del Vallès compta amb sis escoles públiques i dues escoles concertades per la Generalitat de Catalunya. Igualment, el municipi compta amb dues llars d'infants de titularitat municipal, així com un centre d'estudis per a la formació d'adults i una escola destinada a la formació musical. El febrer de 2019, l'aleshores conseller d'Educació de la Generalitat de Catalunya, visitaria l'Escola Sant Esteve per anunciar que a partir del setembre del curs 2019-2020 esdevindria institut-escola i que per tant tindria alumnes de secundària.
| Centre                                 | Tipus d'estudi                                                                       | Coordenades                                                 |
| -------------------------------------- | ------------------------------------------------------------------------------------ | ----------------------------------------------------------- |
| IE Sant Esteve                         | Infantil, Primària i Secundària                                                      | 41° 36′ 38.17″ N, 2° 5′ 32.69″ E / 41.6106028°N,2.0924139°E |
| Esc. Mestre Pla                        | Infantil i Primària                                                                  | 41° 36′ 5.34″ N, 2° 5′ 6.6″ E / 41.6014833°N,2.085167°E     |
| Esc. Emili Carles                      | Infantil i Primària                                                                  | 41° 36′ 49.67″ N, 2° 5′ 0.7″ E / 41.6137972°N,2.083528°E    |
| Col·legi El Casal                      | Infantil, Primària i Secundària                                                      | 41° 37′ 15.03″ N, 2° 5′ 50.34″ E / 41.6208417°N,2.0973167°E |
| Esc. Bonavista                         | Infantil i Primària                                                                  | 41° 37′ 10.52″ N, 2° 5′ 31.95″ E / 41.6195889°N,2.0922083°E |
| Esc. Joan Blanquer                     | Infantil i Primària                                                                  | 41° 36′ 38.66″ N, 2° 5′ 24.8″ E / 41.6107389°N,2.090222°E   |
| Esc. El Sol i la Lluna                 | Infantil i Primària                                                                  | 41° 36′ 59.65″ N, 2° 5′ 4.37″ E / 41.6165694°N,2.0845472°E  |
| Esc. FEDAC Castellar                   | Infantil, Primària i Secundària                                                      | 41° 36′ 59.65″ N, 2° 5′ 19.85″ E / 41.6165694°N,2.0888472°E |
| Escola Bressol Municipal El Coral      | Llar d'Infants                                                                       | 41° 36′ 56.88″ N, 2° 5′ 13.26″ E / 41.6158000°N,2.0870167°E |
| Escola Bressol Municipal Els Colobrers | Llar d'Infants                                                                       | 41° 36′ 35.05″ N, 2° 5′ 36.46″ E / 41.6097361°N,2.0934611°E |
| Ins. Castellar                         | Secundària, Batxillerat i Formació Professional                                      | 41° 36′ 37.33″ N, 2° 4′ 59.59″ E / 41.6103694°N,2.0832194°E |
| Ins. Puig de la Creu                   | Secundària i Batxillerat                                                             | 41° 36′ 24.48″ N, 2° 5′ 27.67″ E / 41.6068000°N,2.0910194°E |
| Escola d'Adults                        | Alfabetització, educació primària, secundària i accés universitat i cicles Formatius | 41° 36′ 38.68″ N, 2° 5′ 5.46″ E / 41.6107444°N,2.0848500°E  |
| Escola Municipal de Música             | Formació Musical                                                                     | 41° 37′ 3.83″ N, 2° 5′ 27.54″ E / 41.6177306°N,2.0909833°E  |

Respecte a les entitats d'educació en el lleure, destaquen l'Agrupament Escolta Flor Roja, que pertany a Acció Escolta de Catalunya i els esplais La Sargantana i el Moviment de Colònies i Esplai de Castellar del Vallès.

## Castellarencs il·lustres

### Nascuts a Castellar

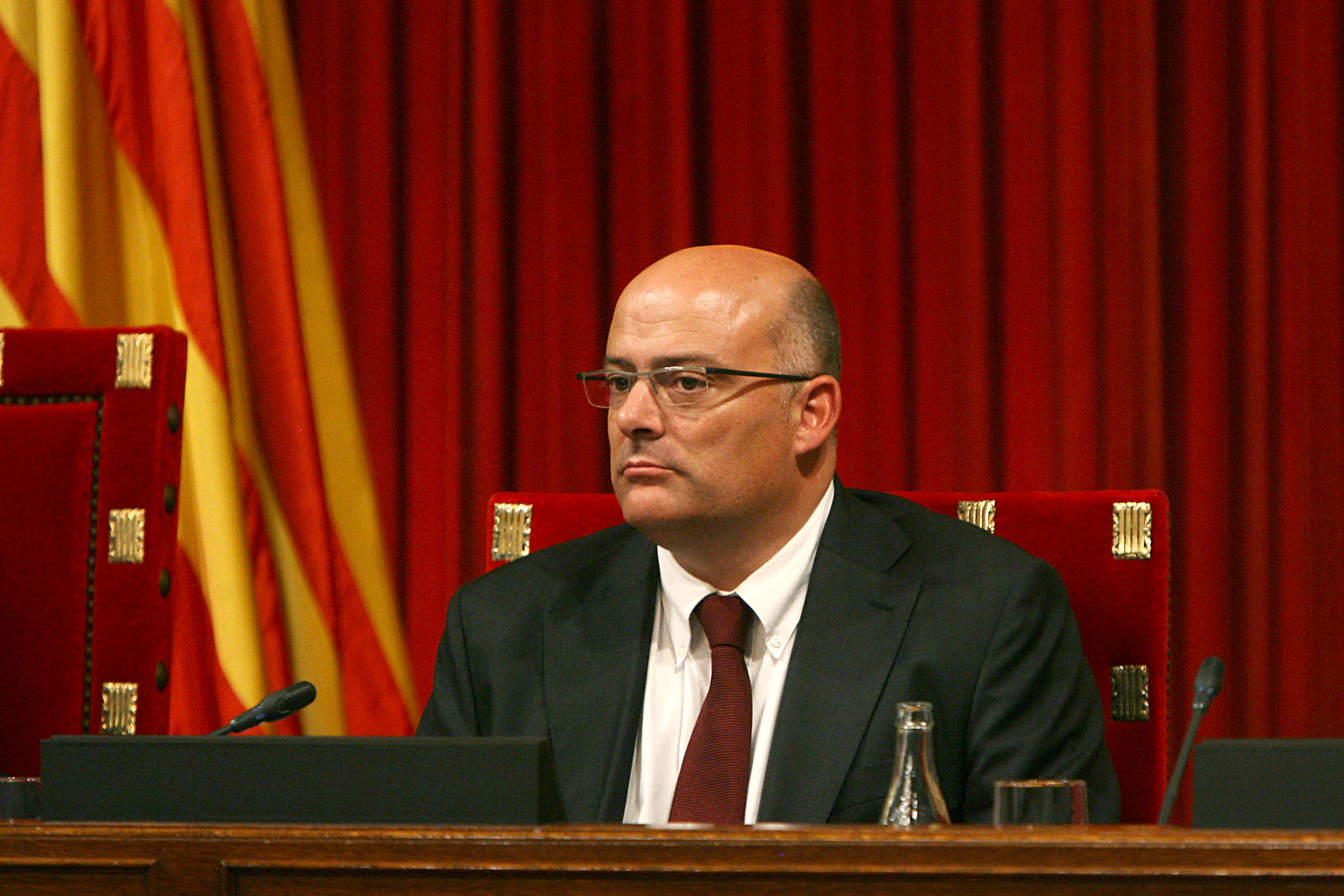
Lluís Maria Corominas, exalcalde de Castellar del Vallès i vicepresident del Parlament de Catalunya.

- Antoni de Meca i Cardona, aristòcrata i militar català de darreries del segle xvii i principis del xviii.[248]
- Joan Blanquer i Panadès, director i guionista de cinema amateur.[52]
- Josep Germà i Homet, alcalde republicà de Sabadell.[249]
- Joan Arús i Colomer, poeta català.[250]
- Carmelo Morales Gómez pilot i campió d'Espanya de motociclisme.[204]
- Lluís Maria Corominas, diputat i vicepresident del Parlament de Catalunya i alcalde de Castellar del Vallès.[251]
- Enric Clarasó i Daudí, pintor, natural de Sant Feliu del Racó.[252]
- Josep Juliana Albert, pintor del segle xix.[253][254][255][256]
- Marc Masdeu Escuder, escriptor.[257]
- Gisela Pou, guionista i escriptora.[258]
- Pere Masaveu Rovira, empresari fundador de la Banca Masaveu a Astúries (1828-1885)
- Elies Masaveu Rivell, nebot i successor de Pere Masaveu Rovira
- Eva Arderius i Campos, periodista.[259]

### Residents a Castellar

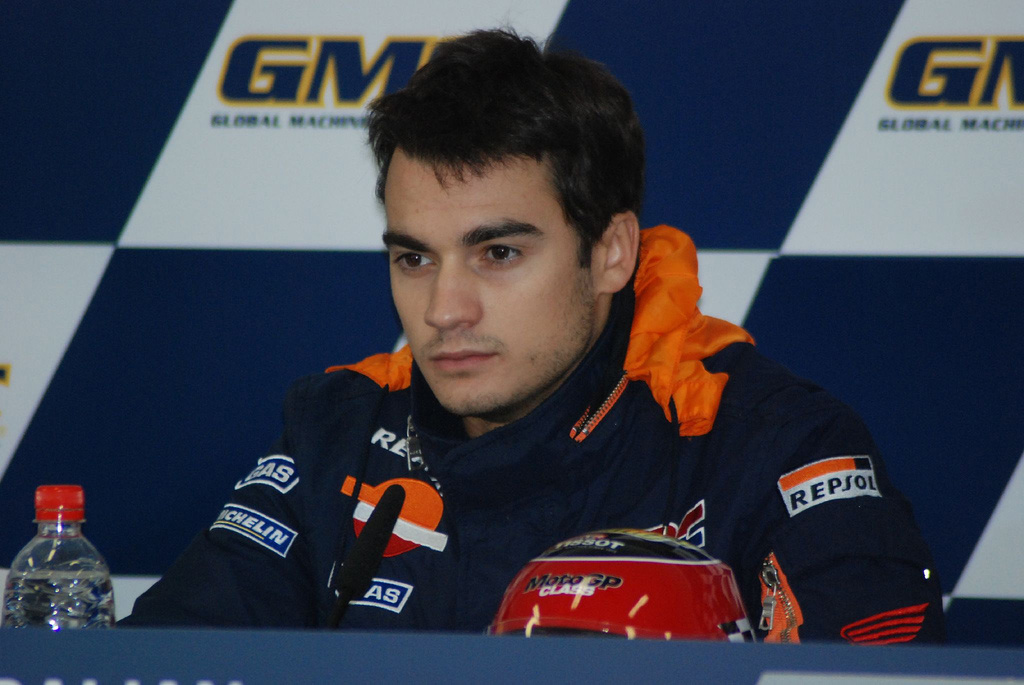
Dani Pedrosa, pilot de motociclisme.

- Miquel Desclot, poeta, escriptor de llibrets d'òpera i traductor.[260]
- Cristina Buenafuentes de la Mata, filòloga hispànica.[261]
- Lluís Companys i Jover, polític i president de la Generalitat de Catalunya (estiuejava temporades a la vila).[41]
- Daniel Pedrosa, pilot de Moto GP i campió del món de motociclisme en les cilindrades de 125 cc i 250 cc.[203]
- Josep Gibert Clols, paleontòleg.[262]
- Pepe González Navas, polític i exdiputat del Parlament de Catalunya, és regidor de Castellar.[263][264]
- Montserrat Gatell Pérez, presidenta de l'Institut Català de la Dona, fou alcaldessa de Castellar del Vallès.[265]
- Eufemio Garcia que fou el primer pacient a Catalunya que feu vida normal amb una assistència ventricular mecànica de llarga durada.[266]
- Alí Rich (1961-2010) escriptor, activista cultural i marxant d'art
- Genís Samper Triedu, religiós i guanyador de la Creu de Sant Jordi, fou rector de Sant Feliu del Racó.[252]
- Aaron Bueno, futbolista.[267]
- Nakor Bueno, futbolista.[267]
- Alan Rovira, ciclista de biketrial.[268]
- Ton Torres, boxejador professional, campió d'Espanya en pes Wàlter.[269][270]
- Maria Escalfet i Quintana, llevadora professional.[271][272]
- Elisenda Alamany i Gutiérrez filóloga i política.[273]
- Mar Hernandez Plana, escultora i ciclista.[274]